# Remete-völgyi Felső-barlang
A Remete-völgyi Felső-barlang Magyarország fokozottan védett barlangjai közül az egyik. A Duna–Ipoly Nemzeti Parkban, a Budai-hegységben lévő Remete-szurdokban helyezkedik el. Tudományos értékű jelentős régészeti leletek kerültek elő belőle.

## Leírás
Remeteszőlős külterületén, a Remete-szurdokban, a Remete-barlangtól kissé ÉK-re és kb. 20 m-rel magasabban, a patak szintjétől kb. 70 m-rel magasabban van a Remete-völgyi Felső-barlang bejárata. A Remete-barlangtól egy ÉK-i irányba induló, köves és keskeny ösvény vezet el a Remete-völgyi Felső-barlang bejáratához, amely DNy-ra tekint, kb. 2,2 m széles és 1,7 m magas. A Remete-szurdok középső barlangszintjében (ez a szint a völgytalp felett 70 m-re, 340–350 m tszf. magasságban húzódik) helyezkedik el. Ugyanabban a szintben, amelyikben a Remete-hegyi-kőfülke is található.
Felső triász dachsteini mészkőben alakult ki. Függőleges kiterjedése 5 m és legnagyobb vízszintes kiterjedése 23 m. Hosszúsága 29,3 m, alapterülete 77 m² és térfogata 129 m³ volt 1970-ben. Egyetlen, könnyen járható és egyenes folyosóból áll, amely a végén kis teremmé bővül. A barlang teteje közel van a felszínhez. A lezáratlan barlang engedély nélkül, barlangjáró alapfelszereléssel látogatható, de időnként hajléktalanok laknak benne.
Faszénmaradványok, a neandervölgyi ember néhány foga, a jankovichi kultúrába tartozó, őskőkorszaki eszközök és rézkori edénytöredékek kerültek elő belőle. Az utóbbiakat a bodrogkeresztúri kultúrába sorolta Gáboriné Csánk Vera. Bronzkori, a koszideri kultúrába tartozó edények és ékszerek, 62 tárgyból álló kincslelet tárult fel az ásatása során. A leletek között bronz melldísz, diadém, karperec, bronz balták, arany hajkarikák és borostyángyöngyök is voltak. Az ősemberek csak átmeneti szálláshelyként, vadásztanyaként használhatták.
A régészeti leletek mellett, pleisztocén őslények maradványai kerültek elő belőle. A kitöltésben találtak óriásszarvas agancsot, mamut, barlangi hiéna, gyapjas orrszarvú, alpesi kőszáli kecske, rénszarvas, siketfajd, hófajd, hermelin, barlangi oroszlán, pézsmatulok és barlangi medve csontot.
1989-ben volt először Remete-völgyi Felső-barlangnak nevezve a barlang az irodalmában. Előfordul a barlang az irodalmában 6. számú barlang (Horváth, Szunyogh 1971), Felső-barlang (Horváth, Szunyogh 1971), Felsőbarlang (Csánk 1970), Felső barlang (Csánk 1971), Remete-Felső-barlang (Bertalan, Kordos, Országh 1976), Remete-felső-barlang (Ringer 1989), Remete-hegyi 6. sz. barlang (Kordos 1984), Remetehegyi 6. sz. barlang (Bertalan 1976), Remetei-Felső-barlang (Pápa, Dénes 1982), Remete-völgyi-barlang (Gonda 1982), Remete-völgyi-felsőbarlang (Kordos 1980), Remetevölgyi-Felső-barlang (Szablyár 2004) és Remete-völgyi-felső-barlang (Horváth, Szunyogh 1971) neveken is.

## Kutatástörténet

### 1877–1984
Az 1877. évi Archaeologiai Értesítőben meg van említve, hogy a Magyar Nemzeti Múzeum régiségtára novemberben gyarapodott 1 (állattól származó) alsó állkapoccsal, 2 csonttal és 3 cseréppel is. Ezeket a leleteket, melyek a budai Remetemária közelében elhelyezkedő sziklaodúból kerültek elő, Lóczy Lajos ajándékozta a múzeumnak. Az 1904. évi Budapest Régiségeiben meg van említve, hogy valószínűleg kőkori tanyahelyek voltak Remetemária sziklaodúi, ahonnan Lóczy Lajos (Régészeti N., 168/1877.) vitt a Magyar Nemzeti Múzeumba durva cserépdarabokat.

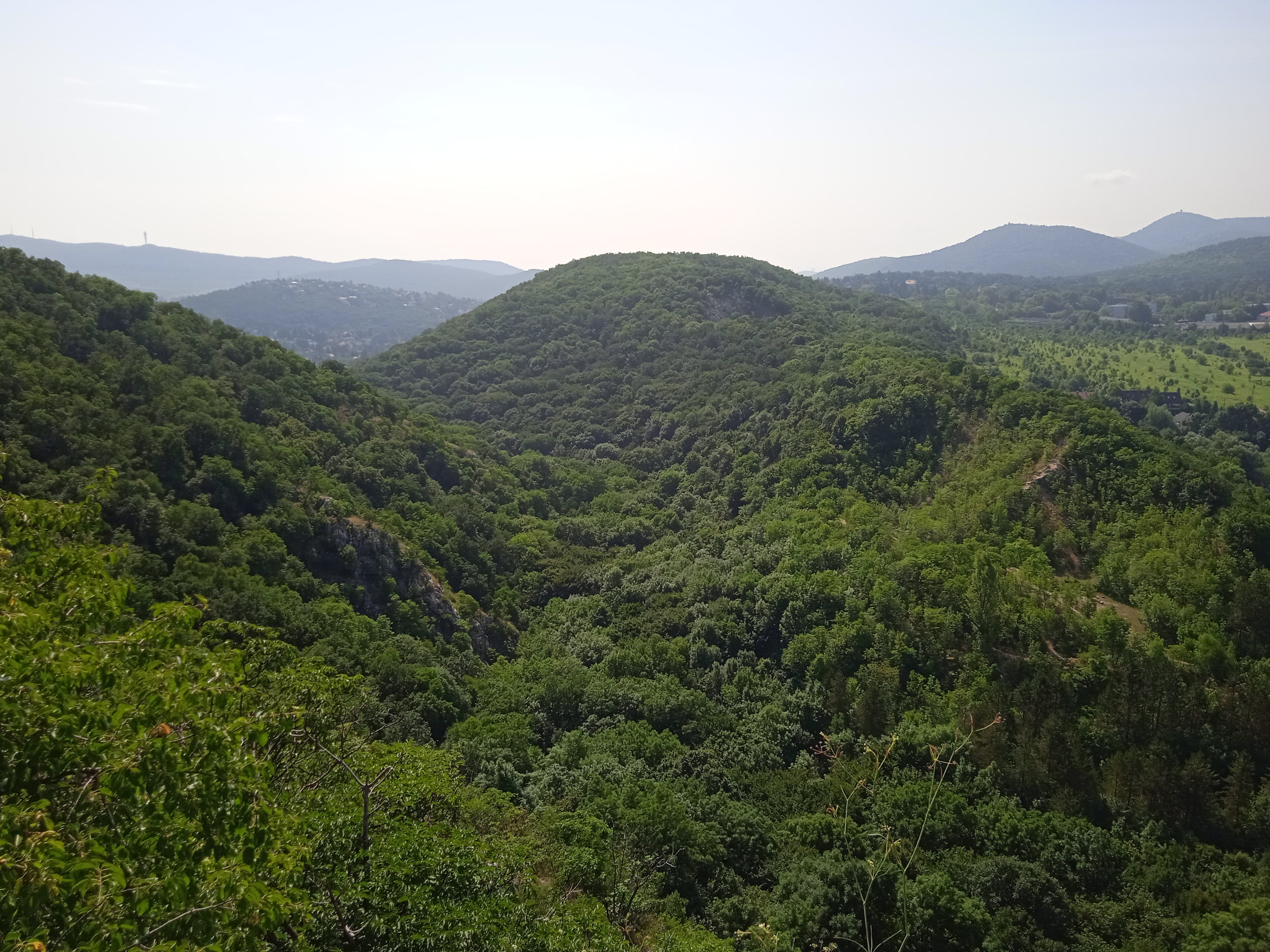
Kilátás a Remete-hegyről a Remete-szurdokra

Az 1937-ben napvilágot látott, Jablonkay István által írt kiadványban szó van arról, hogy a Remete-szurdok bal oldali falában, a pataktól 50 m-rel (felső szint) és 10 m-rel (alsó szint) magasabban találhatók forrásbarlangok. A felső szinten lévő Remete-hegyi-kőfülkétől fejletlenebb és csúnyább a többi, felső szinten elhelyezkedő forrásbarlang, amelyek a szurdok teljes hosszában megfigyelhetők. Ha egy barlang erózióbázisa lejjebb száll, akkor azt követi a barlang vízrendszere is. Ez pl. úgy történhet, hogy a víz elhagyja a régi átmenőbarlangot és a régi forrásbarlangot, majd a kőzet vékony repedésein lejjebb ereszkedve új barlangrendszert alakít ki. Ebben az esetben új forrásbarlang nyílik a régi alatt, a lesüllyedt erózióbázis új szintjén. A régi felső bejáratot pedig eltömi az ottmaradt karsztbreccsa. A Remete-szurdok bal oldali falában sorakozó elhagyott forrásbarlangok ennek a folyamatnak szép példái. Ezeknek a barlangoknak az erózióbázisa annak a barlangnak a patakja volt, amelynek beszakadásával kialakult a szurdok. A szurdokbarlang patakjának régi, szakaszjelleg-változás előtti magasságát jelzik a felső szint barlangjai.
Az 1942-ben kiadott, Budapest története című könyv Tompa Ferenc által írt fejezetében szó van arról, hogy Rómer Flóris után Nagy Géza is említette, hogy Remetemária sziklaodúiból előkerültek durva cserepek, melyek valószínűleg a csiszolt kőkorszakból származnak. 1948-ban Gábori Miklós járt a Remete-völgyi Felső-barlangban. Leél-Őssy Sándor, a Magyar Hidrológiai Társaság 1949. március 9-i ülésén tartott egy előadást. Az előadás témája a Hét-lyuk volt. Az előadásban említve volt a Remete-szurdok többi barlangja is. Leél-Őssy Sándor a társaság 1949. november 9-i szakülésén tartott egy előadást, amelyben ismertette a Remete-szurdok barlangjait.

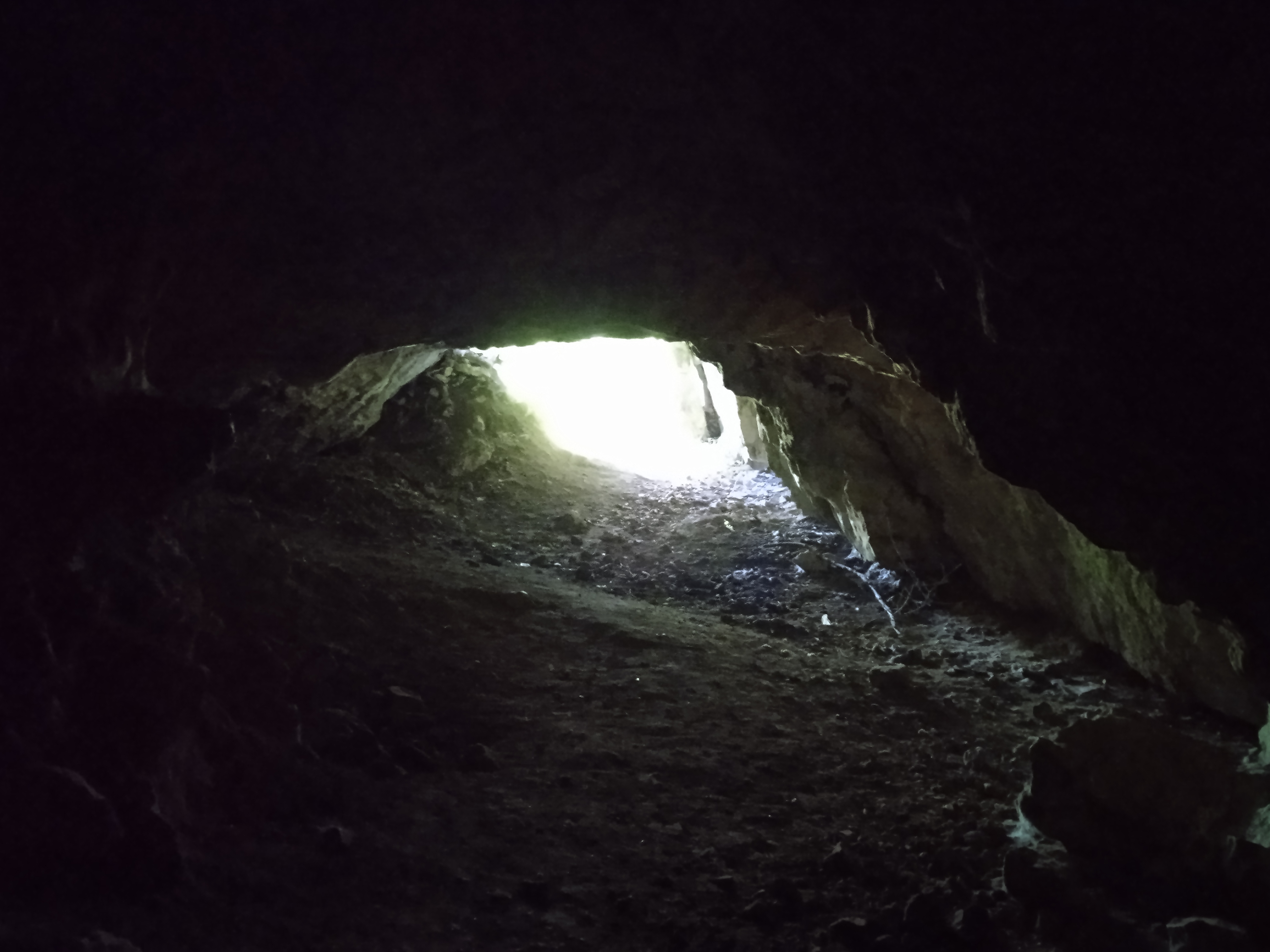
A Remete-völgyi Felső-barlang bejárati része

A Hidrológiai Közlöny 1950. évi évfolyamának 3–4. számában megjelent a Leél-Őssy Sándor által 1949. március 9-én tartott előadás szövege. A publikáció címe A remetehegyi Hétlyuk-zsomboly. A tanulmányban szó van arról, hogy a Remete-hegy jelenleg magasan elhelyezkedő, de már száraz, pusztuló forrásbarlangjai a pliocénban és az ópleisztocénban keletkeztek. (Hét-lyuk alatti barlang, Remete-hegyi-kőfülke és még néhány kisebb félbemaradt, illetve felszakadt barlang, valamint forrásüreg.) Ezután a fiatal tektonikus kiemelkedés és az erózióbázis klimatikus eredetű bevágódása miatt lejjebb szállt a Remete-hegy karsztvízszintje is és elkezdtek pusztulni a szárazzá vált barlangok.
Az 1950. évi Hidrológiai Közlöny 11–12. számában publikált, Leél-Őssy Sándor által írt tanulmányból (ez a tanulmány az 1949. november 9-én elhangzott előadás) megtudható, hogy Cholnoky Jenő 1936-ban kiadott könyve szerint a Remete-szurdok egy felszakadt víznyelős barlang. A szurdok oldalában található jelenlegi kis barlangok ennek a felszakadt régi nagy barlangnak a felszakadás miatt lefejezett oldalbarlangjai (barlangi kaptúra). Jablonkay István az 1937-es disszertációjában a szurdok karsztos formáinak kialakulását a Cholnoky Jenő által elképzelt keletkezéssel magyarázza. Láng Sándor 1948-ban megjelent tanulmányában az van írva, hogy a jelenlegi száraz, magasan elhelyezkedő barlangok a fiatal tektonikus kiemelkedésnek és a karsztvízszint lesüllyedésének az eredményei. Leél-Őssy Sándor írása szerint a Remete-hegy oldalában, a máriaremetei szurdok felett a karsztos formákat leginkább barlangok képviselik. Ezek a barlangok kicsik, szárazak és rövidek. Egyetlen kivétellel (Remete-barlang) mind magasan a völgytalp felett vannak, ezért idős, pusztuló barlangok.

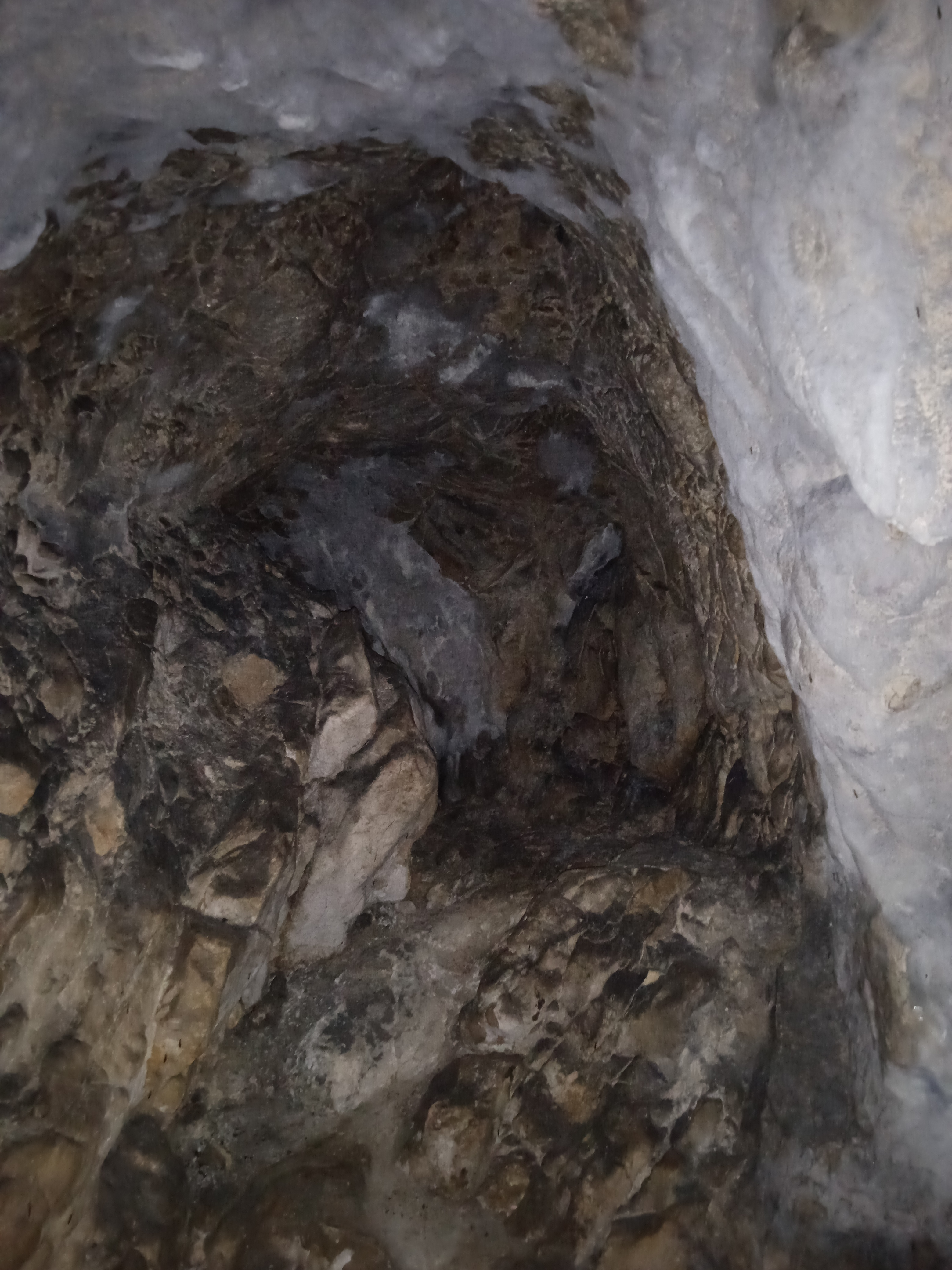
Részlet a Remete-völgyi Felső-barlang belsejéből

A szurdok középső barlangszintjében (ez a szint a völgytalp felett 70 m-re, 340–350 m tszf. magasságban húzódik), a Remete-hegyi-kőfülke, a Remete-hegyi 14. sz. barlang és a Remete-hegyi 10. sz. barlang mellett van néhány kisebb, száraz és rövid, illetve felszakadt forrásbarlang. Ezekkel azonban felesleges részletesen foglalkozni. Minden bizonnyal fel lehet fedezni még néhány barlangot itt szakszerű kutatással és ásatással. A Remete-hegyen nincsenek víznyelők és bújtatóbarlangok, csak D-i oldalán van néhány forrásbarlang és a Hét-lyuk. Eddig az volt a tudományos álláspont, de még jelenleg is sokan azt gondolják, hogy a Remete-szurdok barlangi felszakadással alakult ki. Úgy látszott, hogy ezt az elképzelést alátámasztják a szurdok É-i oldalában lévő barlangok is. Ezzel szemben Leél-Őssy Sándor úgy vélte, hogy a völgy regresszió miatt keletkezett áttöréses keresztvölgy (diszkordáns völgy). Ennek a nézetnek legdöntőbb bizonyítéka a szurdok É-i oldalában található rövid, száraz forrásbarlangok hármas szintje.
Ezek a barlangok nem lefejezett oldalbarlangok és nem bizonyítják a barlangi felszakadást, ahogy azt Cholnoky Jenő gondolta, hanem ellenkezőleg, a fiatal, tektonikus kiemelkedést tanúsítják. A barlangok magasan elhelyezkedése és szárazsága a kiemelkedést bizonyítják, míg a kiemelkedés módjára utal a hármas szint. A kiemelkedés ugyanis nem egyszerre és egy ütemben történt, hanem több ütemű, szakaszos volt a kiemelkedés. A kiemelkedést nyugalmi időszakok szakították meg. Az állandó karsztvíz szintje is lejjebb süllyedt minden kiemelkedéskor. Mivel a karsztos forrásbarlangok mindig az állandó karsztvízszint felett jönnek létre, ezért a kiemelkedés miatt fokozatosan süllyedő karsztvízszint egyes nyugalmi helyzeteit jelzik a barlangszintek.
Azt mutatja a barlangok rövidsége, hogy nagyon rövid ideig tartottak az egyes nyugalmi időszakok, és az egyes kiemelkedések (geológiai értelemben) nagyon gyorsan végbementek. Mivel napjainkban az állandó karsztvízszint mélyen a szurdok talpa, 260–290 m tszf. magasság alatt, kb. 120–130 m tszf. magasságban húzódik, ezért jelenleg már az összes barlang száraz és pusztul. Minél magasabban találhatók az egyes barlangok, annál idősebbek. A Hét-lyuk anyabarlangja a legidősebb, a Remete-barlang a legfiatalabb. A nagyon meredek lejtők és a rövid barlangok azt a feltételezést támasztják alá, hogy az egész kiemelkedés nagyon fiatal, és legrégibb üteme sem nagyon régen történt.
A barlangszintek a szurdok teraszai, de ebben az esetben csak tektonikus teraszoknak tekinthetők, amelyek a szakaszos kiemelkedés miatt fokozatosan bevágódó völgyfenék régebbi szintjeit jelzik. A barlangok szárazsága és jelenlegi karsztvízszint feletti magasan fekvése hosszú ideig tartó, idősebb kiemelkedést jelent, de fiatalítja a kiemelkedést a barlangok rövidsége. Ugyanis ha gyors a kiemelkedés, akkor magasra emelheti a barlangokat fiatal kiemelkedés is, amelyek nem tudnak eléggé kifejlődni a gyors karsztvízszint-süllyedés miatt. A kiemelkedés három szakaszát jelzi a három barlangszint.

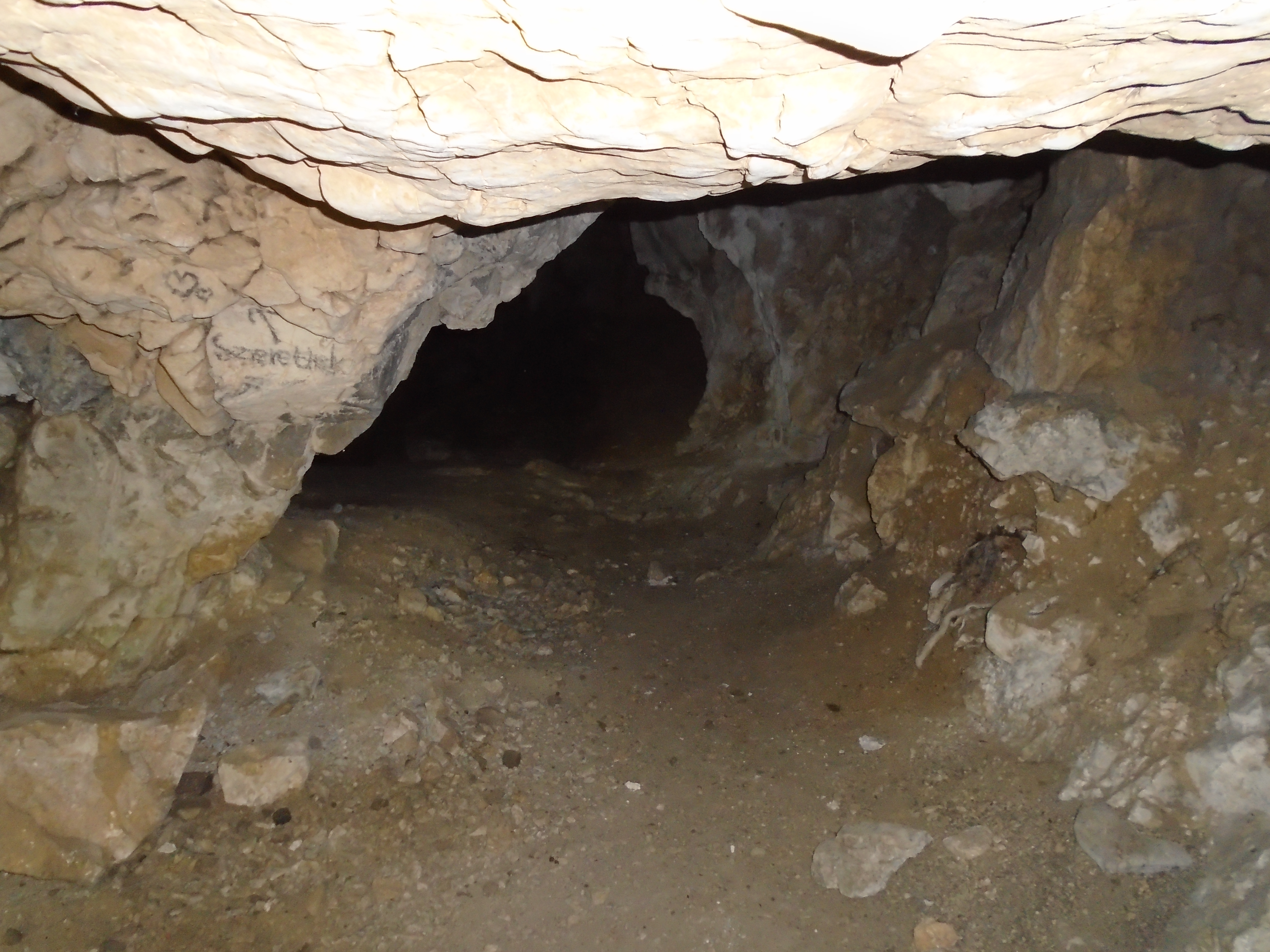
Részlet a Remete-völgyi Felső-barlang belsejéből

1954-ben a Magyar Nemzeti Múzeumnak adományoztak egy trapéz alakú kőbaltát, amelyet itt találtak. Az 1957. évi Földrajzi Értesítőben megjelent, Leél-Őssy Sándor által írt tanulmányban szó van arról, hogy a Budai-hegységben csak kis méretű karsztos barlangok vannak. Ezek is csak egy helyen: a pesthidegkúti Remete-hegyen, a Máriaremetei-szurdokvölgy oldalában (a nagyon kis méretűektől eltekintve). Az 1957-ben napvilágot látott, Budai-hegyek útikalauz című könyvben meg van említve, hogy a Remete-hegy oldalában több kisebb-nagyobb barlang van.
Az 1962-ben kiadott, A barlangok világa című könyv szerint kicsi, de tudományos szempontból jelentős barlangok vannak a Remete-hegy–Zsíros-hegy fennsíkjának DK-i peremén, ahol bevágódott a dachsteini mészkőbe a Máriaremetei-szoros. A Remete-hegyi-kőfülke, a Remete-barlang és a hegyoldalban nyíló többi kisebb üreg valószínűleg egykori forrásbarlangok voltak és lehet, hogy hidrológiai rendszerükhöz kapcsolódott a Hét-lyukból induló vízszintes barlang is.
Az 1966-ban megjelent, Budai-hegység útikalauz című kiadvány szerint a Remete-szurdok valószínűleg hatalmas barlang volt régen. Az egykori ősbarlang maradványai, oldalágai jelenleg is láthatók a Remete-hegy sziklás oldalában. A Remete-hegy oldalában nyíló barlangoknak nagy a tudományos értéke. A barlangok három szintmagasságban helyezkednek el és régi forrásbarlang mindegyik. Ezek az emeletek a Remete-hegy kiemelkedésével egyszerre egyre mélyebbre ereszkedő karsztvíz régi szintjét jelzik. A barlangok dachsteini mészkőben vannak és főleg tektonikus hasadékok mentén keletkeztek. A Remete-szurdok mindegyik barlangja nagyon pusztul és eltömődik. A völgy É-i oldalában öt barlang van (a Hét-lyuk, a Remete-hegyi-kőfülke, a Remete-barlang, a Remete-hegyi 10. sz. barlang és a Remete-hegyi 14. sz. barlang).

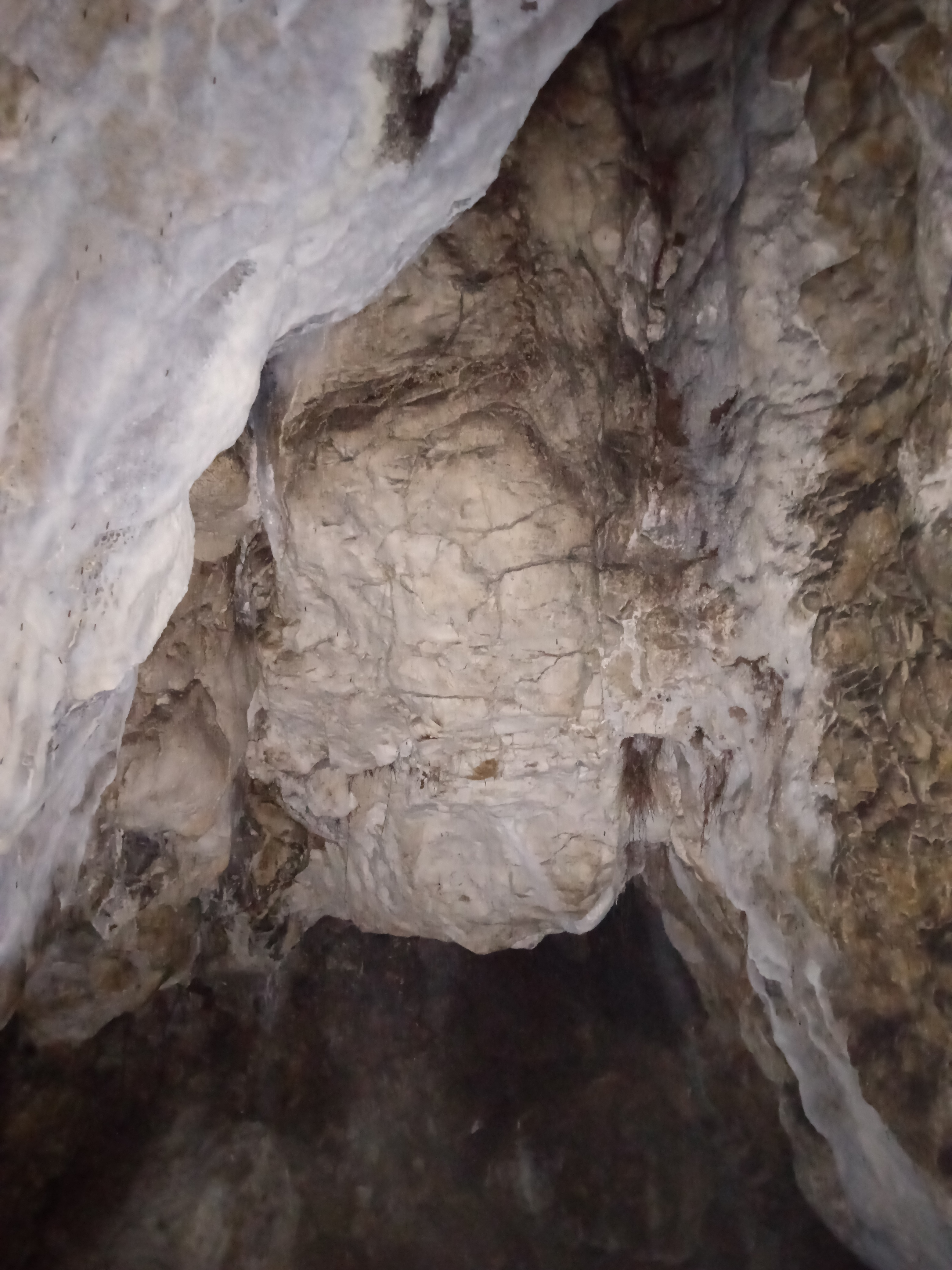
Részlet a Remete-völgyi Felső-barlang belsejéből

1969-ig egy kis méretű üreg volt. Gáboriné Csánk Vera 1969-ben, a Remete-barlangban végzett ásatások eredményei miatt kezdte el a Remete-völgyi Felső-barlang régészeti feltárását. A barlang bejárata az ásatás kezdetekor csak 69 cm magas volt. Ekkor csak két kis teremből állt és a két termet egy szűk járat kötötte össze. Gáboriné Csánk Vera 1970-ig végzett régészeti feltárást benne. 1969-ben az első teremben, 1970-ben pedig a belső teremben és a folyosóban. Az ásatáshoz kapcsolódóan Schweitzer Ferenc végezte el a barlang kitöltésének szedimentológiai vizsgálatát. A paleontológiai leleteket Kretzoi Miklós határozta meg.
Az 1970. évi Régészeti Füzetekben, az 1969. év magyarországi régészeti kutatásairól szóló részben közölve lett, hogy 1969-ben régészeti kutatás történt a Máriaremetén (Budapest II. kerülete) lévő Felsőbarlangban, amelyet a Budapesti Történeti Múzeum végzett a múzeum költségéből. A szurdokvölgy középső barlangszintjében elhelyezkedő Felsőbarlangban a jelenkori humuszrétegek alatt találtak pleisztocén réteget. A barlangfenékre egy beszakadt mészkőtömbökből álló réteg (Riss) települt, majd (réteghiány után) sárgásbarna réteg található. Kialakulási ideje a R/W vége – Würm 1 a szedimentológiai vizsgálatok alapján. Ennek a rétegnek a felső szintjében középső paleolit eszközök, szilánkok, a Würm 1 maximum közelébe tehető állatmaradványok (24 faj), faszén és Homo neanderthalensis maradványok voltak. Közvetlenül ez felett egy áttelepült holocén réteget, majd egy barna humuszréteget figyeltek meg. Jelenkori fekete rendzina zárja le legfelül a rétegsort. A barlangban lévő humuszrétegben egy bronzkori gödör is volt, amelyből a koszideri horizontba tartozó, összetételében is gazdag kincslelet látott napvilágot.

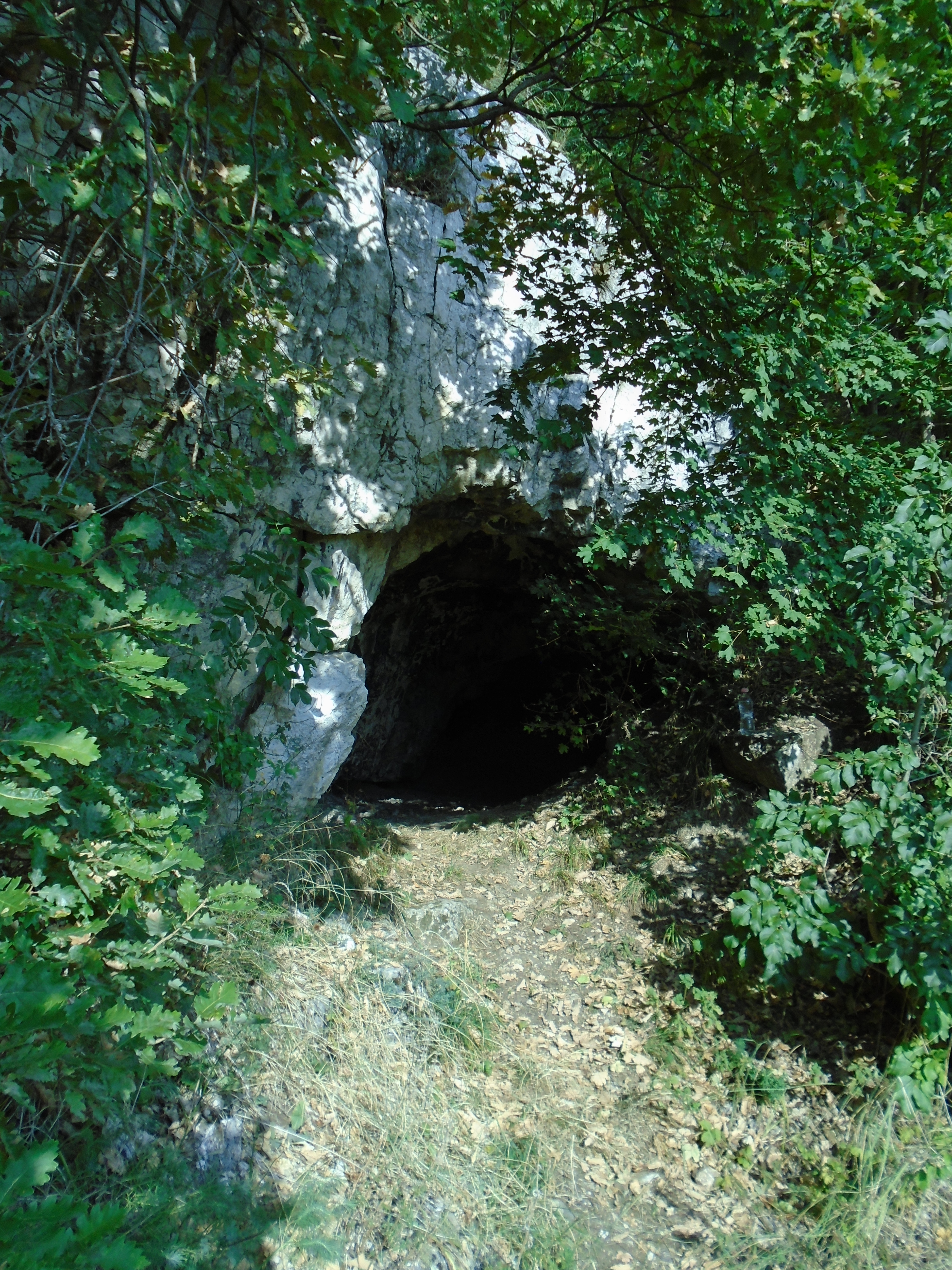
A Remete-völgyi Felső-barlang bejárata

Az 1970. évi Karszt és Barlangban szó van arról, hogy az ősrégészek olyan nagyszerű eredményeket mutattak fel az Istállós-kői-barlang feltárásától a vértesszőlősi ősi karsztforrás mésztufamedencéjéből előkerült előemberi település leletanyagáig, vagy a Remete-felső-barlang tavaly feltárt neandervölgyi emberleletéig, amely Magyarország felé fordította a tudományos világ figyelmét. Az FTSK Barlangkutató Csoport négy tagja (Szunyogh Gábor, Hevesi Anna, Ferber László, Horváth János) 1970-ben felmérték a Remete-völgyi Felső-barlangot. A felmérés adatainak felhasználásával meg lett szerkesztve a barlang alaprajz térképe, hosszmetszet térképe és 11 keresztmetszet térképe. A térképlapon jelölve van az É-i irány. Az alaprajz térképen megfigyelhető a 11 keresztmetszet elhelyezkedése a barlangban, a hosszmetszet térképen pedig 9 keresztmetszet (a K–K1 és az L–M keresztmetszet nem) elhelyezkedése a barlangban. Az L–M keresztmetszet térképen látható a K–K1 keresztmetszet elhelyezkedése a barlangban. A Karszt és Barlang 1971. évi évfolyamában található egy Bertalan Károly által készített összeállítás a remete-hegyi barlangok irodalmáról, amelyben ez a barlang is szerepel.
A Karszt és Barlang 1971. évi évfolyamában kiadott beszámolóban, amely a Remete-szurdoknak és barlangjainak 1970. évi térképezését ismerteti, az olvasható, hogy az Ördög-árok patakja, mielőtt Budapestre belépne, meredek sziklafalak között, a festői szépségű Szurdok-völgyön tör át. Ezek a sziklafalak sok üreget, barlangot rejtenek magukban. A Ferencvárosi Természetbarát Sportkör barlangkutató szakosztálya 1970. július 12. és 19. között tartott egy térképezőtábort azért, hogy a völgy összes üregét felmérje, illetve pontosan meg legyen határozva a barlangok egymáshoz viszonyított földrajzi elhelyezkedése. A szakosztály tagjai, a tábor utáni ellenőrzőmérésekkor és felszíni mérésekkor, a nagyobb barlangokon kívül még négy kis barlangot mértek fel a teljesség kedvéért. A Szurdok-völgyben 12 ismert és felmért, barlangnak tekinthető természetes üreg van. A völgy bal oldalában nyílik mindegyik.
Ny-ról K-i irányba számozva a Remete-szurdokban lévő barlangokat, sziklabordák szerint a 2. számú sziklabordában, a Remete-barlangtól kissé K-re és kb. 20 m-rel magasabban nyílik a Felső-barlang. A Remete-barlangtól kissé ÉK-re és kb. 20 m-rel magasabban nyílik a Remete-völgyi-felső-barlang, a völgy 6. számú barlangja. 1969 előtt csak kis üregként ismerték a Felső-barlangot. Az 1969-ben elkezdett sikeres ásatások tárták fel, változtatták barlanggá. A barlang 29,3 m hosszú, 77 m² alapterületű és 129 m³ térfogatú. Egyetlen zegzugos folyosó alkotja, amelyben viszonylag kényelmesen lehet közlekedni. Teremszerűvé szélesedik a folyosó a belső végén. Ebből a teremből jobbra indul egy lapos kúszójárat, amely 5 m után ér véget. A felméréskor a barlangban ásatási munka folyt, amelyet Gábori Miklósné vezetett.
A 6. számú barlang térképének számjelei: (1.) Az eredeti kitöltés, melynek magasságát szemlélteti a bejárat melletti padka. Az ásatás előtt lezárta a barlangot az első fülke mennyezete alatt. (2.) A felmérésig, 1970. június végéig kibontott barlangrész. (3.) A belső terem mennyezetéből belógó sziklaél. Közelében megfigyelhetők cseppkőzászlók és apró cseppkövek. (4.) Az üregbe belógó gyökérzet. Ugyanebben a sziklabordában, a Remete-völgyi Felső-barlangtól kb. 30 m-rel magasabban van a Remete-hegyi 7. sz. barlang bejárata. A tanulmányban látható a máriaremetei Remete-szurdok térképvázlata, amelyet az FTSK Barlangkutató Csoport 1970-ben rajzolt. Jelölve van a Remete-völgyi Felső-barlang földrajzi elhelyezkedése ezen a helyszínrajzon, amelyen Felső-barlang a neve. A publikációba bekerültek a barlang 1970-ben készült térképei.

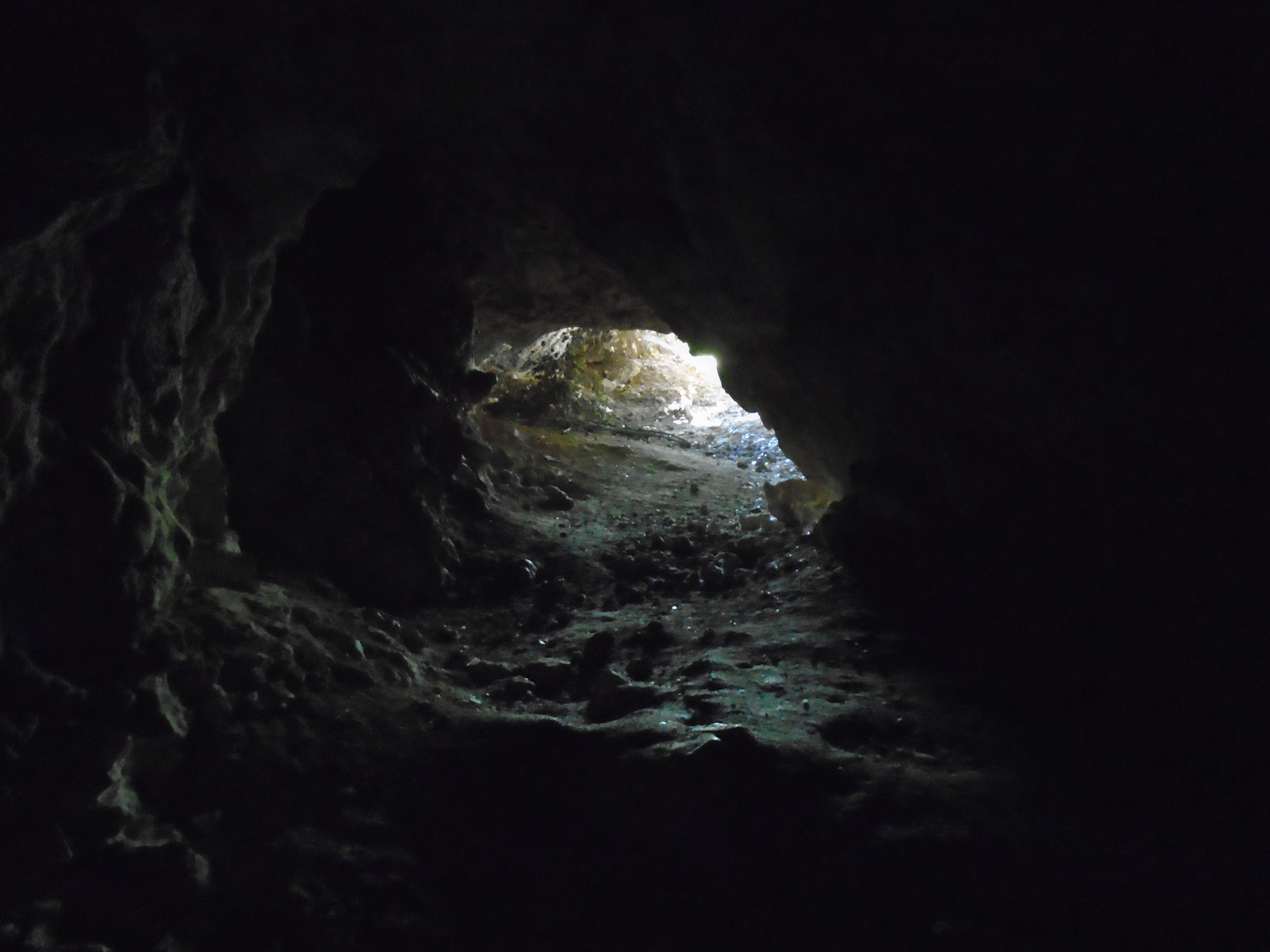
Részlet a Remete-völgyi Felső-barlang belsejéből

Az 1971. évi Régészeti Füzetekben, az 1970. év magyarországi régészeti kutatásairól szóló részben közölve lett, hogy 1970-ben régészeti kutatás történt a Remete-völgyben (Budapest II. kerülete) lévő Felső barlangban, amelyet a Budapesti Történeti Múzeum végzett. 1970-ben feltárták a két teremből álló barlang hátsó részét (a belső terem felét). A külső és a belső terem rétegeinek paralellizálása volt az ásatás oka. A középső paleolit kultúrrétegben megint sok fosszilis faunaanyag, a holocén rétegekben pedig rézkori cserepek és recens állatcsontok voltak.
A Bertalan Károly által írt, 1976-ban befejezett kéziratban a 29-es számú cédulán van ismertetve a Nagykovácsin, a Budai-hegyekben lévő Remete-hegyen található Remetehegyi 6. sz. barlang (Remete-völgyi-felső-barlang). A Remete-völgyi Felső-barlang a Remete-barlangtól ÉK-re, a lejtő alsó harmadában, 320 m tszf. magasságban nyílik és boltozatos, kapuforma bejárata csak oldalról közelíthető meg. Hossza 29,3 m, magassága 3 m, alapterülete 77 m² és térfogata 129 m³. Egy zegzugos folyosóból és a folyosó végén lévő teremből áll az 1969-ben Gáboriné Csánk Vera vezette régészeti ásatás során feltárt barlang. Az ásatás nincs befejezve. Az ismertetés 1 publikáció alapján lett írva.
1976-ban vált országos jelentőségű barlanggá a 4700-as (Budapest és Budai-hegység) barlangkataszteri területen lévő, nagykovácsi Remete-Felső-barlang. Az 1976-ban összeállított, országos jelentőségű barlangok listájában lévő barlangnevek pontosítása után, 1977. május 30-án összeállított, országos jelentőségű barlangok listáján rajta van a Budai-hegységben, Nagykovácsin található barlang Remete-völgyi-felső-barlang néven.

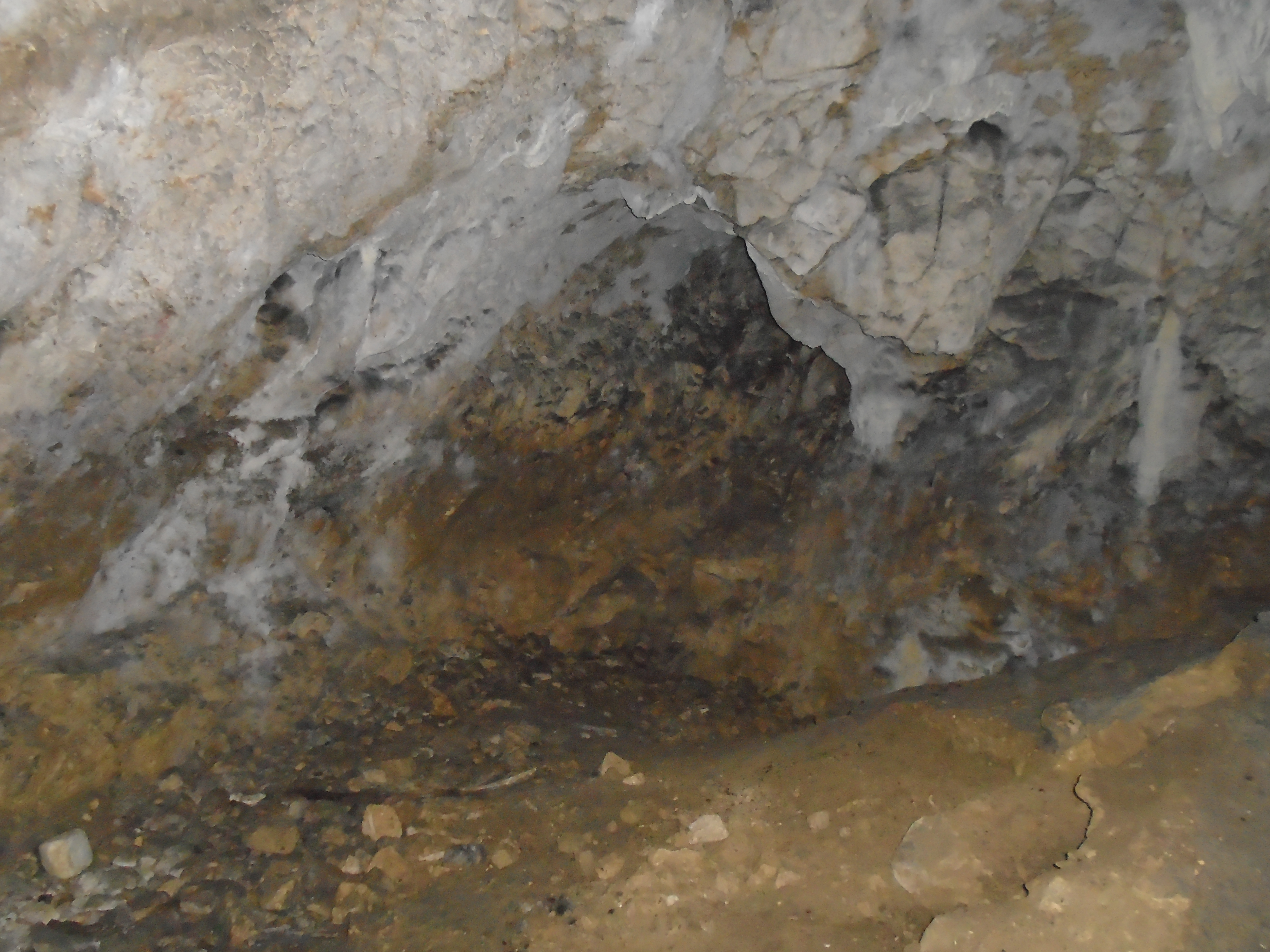
Részlet a Remete-völgyi Felső-barlang belsejéből

Az 1977. évi Karszt és Barlangban lévő, Gábori Miklós által írt összefoglalásban az van írva, hogy a Dunántúlon végzett régészeti feltárások között új a Bivak-barlangban, a Budapest melletti Remete-Felső-barlangban és a Remete-barlangban történt ásatás. A Dunántúlon történt legfontosabb régészeti eredménynek a dunántúli szeletien újjáértékelése tekinthető, amelyet elősegített, illetve eldöntött a máriaremetei, kicsi és újonnan felfedezett Remete-Felső-barlangban nemrég végzett ásatás. A barlangban lévő holocén humusz alatt közvetlenül a Würm 1. rétege került felszínre. Teljesen mesterséges összetételű és vadászat következménye a kultúrréteg faunája. A kultúrréteget a Würm 1. csúcspontja elé helyezik a fauna fajai. Ehhez a kultúrához tartozik a kevés szerszám, amelyekkel együtt előkerült a Homo neanderthalensis 3 összetartozó foga.
A barlang felső, holocén rétegéből, mesterségesen ásott gödörből lett bronzkori kincslelet gyűjtve. A kb. 50 darabból álló, összefüggő kincslelet (bronz melldísz, diadém, karperec, bronzbalták, arany hajkarikák, borostyángyöngyök stb.) pontosan datálható. A tanulmányban van egy Magyarország térkép, amelyen a Magyarországon lévő, régészetileg kutatott barlangok földrajzi elhelyezkedése figyelhető meg. A térképen látható a Dunántúl lelőhelyei közé sorolt Remete-Felső-barlang földrajzi elhelyezkedése. A dolgozatban van egy fekete-fehér fénykép, amelyen megfigyelhető a Remete-szurdok két kutatott barlangjának, a Remete-barlangnak és a Felső-barlangnak az elhelyezkedése a szurdokban. Egy másik fekete-fehér fényképen a Felső-barlang feltárás közben látható. Két fénykép bemutat egy középső bronzkori mellfüggőt és aranyleleteket, amelyek a barlangból kerültek elő. A folyóirat 1977. évi különszámába bekerült az összefoglalás angol nyelvű változata. Ebben a tanulmányban is közölve lett a térkép, amelyen Remete-Felső Cave a barlang neve.

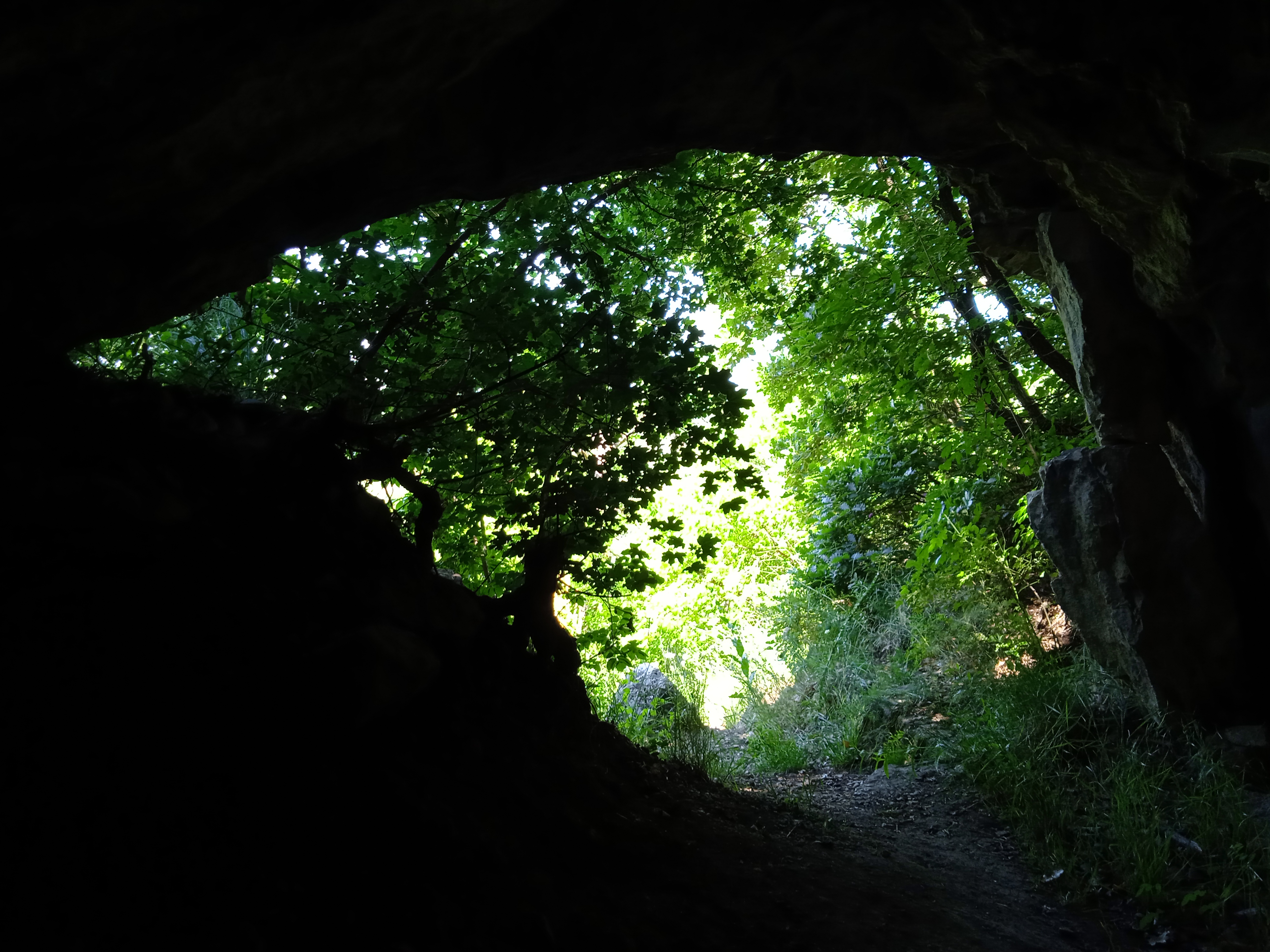
A Remete-völgyi Felső-barlang bejárata belülről fényképezve

Az 1978. évi Karszt és Barlangban meg van említve, hogy az elmúlt 20 évben a barlangkutató csoportok közreműködésével értek el a tudósok szép régészeti eredményeket pl. a Remete-hegyi 14. sz. barlangban, a Felső-barlangban és a Bátori-barlangban. Az 1980. évi Karszt és Barlang 1. félévi számában publikálva lett, hogy a kiemelt jelentőségű Remete-völgyi-felsőbarlang a 4700-as barlangkataszteri területen (Budai-hegység és Érd környéke) helyezkedik el. A barlangnak 4772/2. a barlangkataszteri száma. Az MKBT Dokumentációs Bizottsága a helyszínen el fogja helyezni, a többi kiemelt jelentőségű barlanghoz hasonlóan, a barlang fémlapba ütött barlangkataszteri számát. A barlangkataszteri szám beütéséhez alapul szolgáló fémlap ugyanolyan lesz mint a többi kiemelt jelentőségű barlang fémlapja.
1982. július 1-től az Országos Környezet- és Természetvédelmi Hivatal elnökének 1/1982. (III. 15.) OKTH számú rendelkezése (1. §. és 3. §., illetve 5. sz. melléklet) értelmében a Budai-hegységben lévő Remete-völgyi-barlang fokozottan védett barlang. Fokozottan védett barlang régészeti jelentősége miatt lett. Az 1982. szeptember–októberi MKBT Műsorfüzetben meg van említve, hogy a Budai-hegységben található Remete-völgyi-barlang (Remete-Felső-barlang) fokozottan védett barlang. A felsorolásban a barlangnevek az MKBT által jóváhagyott és használt helyesírás szerint, javított formában lettek közölve.
Az 1982-ben megjelent, Budai-hegység útikalauz című kiadványban az van írva, hogy a Remete-hegy oldalában nyíló barlangok nagy tudományos értéket képviselnek. A Remete-szurdokban, de főleg annak É-i oldalában, a Remete-hegy dachsteini mészkövének tektonikus hasadékai mentén sok barlangot hozott létre a hegy fokozatos kiemelkedésével együtt egyre mélyebbre leszálló karsztvíz. Ezek a jelenleg már kivétel nélkül pusztuló, szenilis és eltömődő barlangok a hegyoldalban különböző szintmagasságokban találhatók. A völgytalphoz közel lévők a fiatalabbak, a magasabban húzódók az idősebbek. Ezek a barlangok ugyanis a hegy kiemelkedésével egyre alacsonyabbra szálló karsztvíz akkori szintjét jelzik, amikor keletkeztek az egyes barlangok. 20-nál több barlang van a Remete-szurdokban. Ezek közül csak a nevezetesebbek (Hét-lyuk, Remete-barlang, Remete-völgyi Felső-barlang, Remete-hegyi-kőfülke, Remete-hegyi 14. sz. barlang) vannak a könyvben ismertetve.

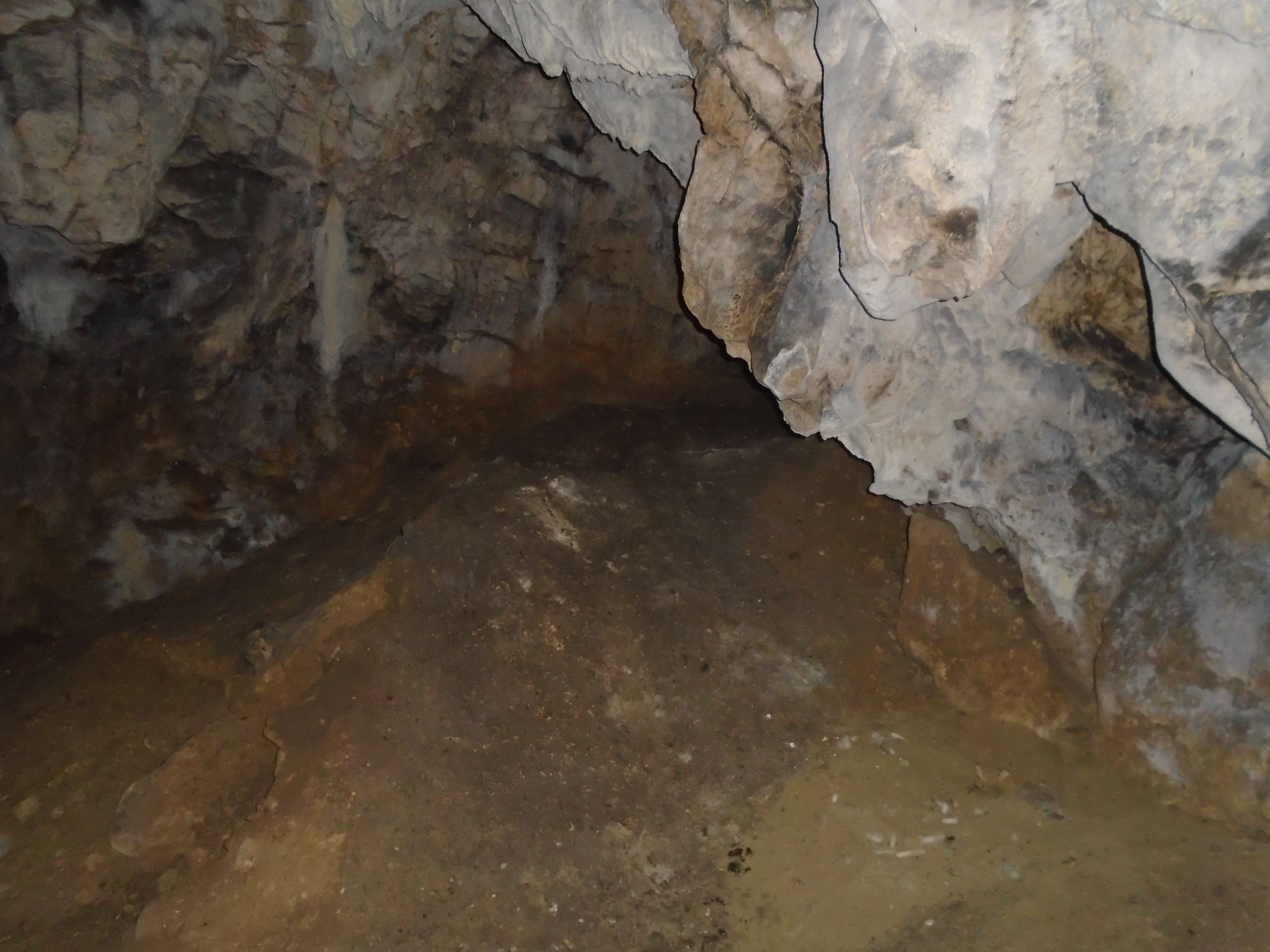
Részlet a Remete-völgyi Felső-barlang belsejéből

Az eredetileg nagyon feltöltött Remetei-Felső-barlangnak a szurdok É-i falában, a Remete-hegy oldalában magasan van a bejárata. Kitöltésének felső részéből a bronzkorban oda elásott, elrejtett aranykincs, különböző ékszerek, majd a kitöltés alsó rétegeiből őskőkori eszközök kerültek elő a Gáboriné Csánk Vera vezette ásatáskor. Kőkori leleteket tártak fel a régészek a Budai-hegységben lévő barlangok közül pl. a Remete-Felső-barlangban. A Remete-Felső-barlang kitöltésének felső rétegében bronzkori aranykincset találtak. A Remete-szurdok barlangjai közül nevezetes a régészeti leletei miatt pl. a Remete-Felső-barlang. A Remete-hegy Remete-szurdok felőli oldala meredek, sziklás és sok barlang található benne. A Remete-barlang felett lévő sziklafalban húsznál több kisebb-nagyobb üreg van. A Budai-hegység barlangjainak földrajzi elhelyezkedését szemléltető helyszínrajzon látható a Remete-szurdok barlangjainak földrajzi elhelyezkedése.
Az 1984-ben kiadott, Magyarország barlangjai című kiadványban meg van említve, hogy az Istállós-kői-barlang ásatása után néhány leletmentésen és réteghitelesítő ásatáson kívül új, barlangi régészeti feltárás csak a Remete-Felső-barlangban történt. A kiadványban van egy Magyarország térkép, amelyen a Magyarországon lévő, régészetileg kutatott jelentősebb barlangok földrajzi elhelyezkedése figyelhető meg. A térképen látható a Remete-Felső-barlang földrajzi elhelyezkedése. A könyv országos barlanglistájában szerepel a Budai-hegységben lévő barlang (Remete-Felső-barlang, Remete-hegyi 6. sz. barlang, Remete-völgyi-felső-barlang). A listához kapcsolódóan látható a Dunazug-hegység barlangjainak földrajzi elhelyezkedését bemutató, 1:500 000-es méretarányú térképen a barlang földrajzi elhelyezkedése.

### 1985-től

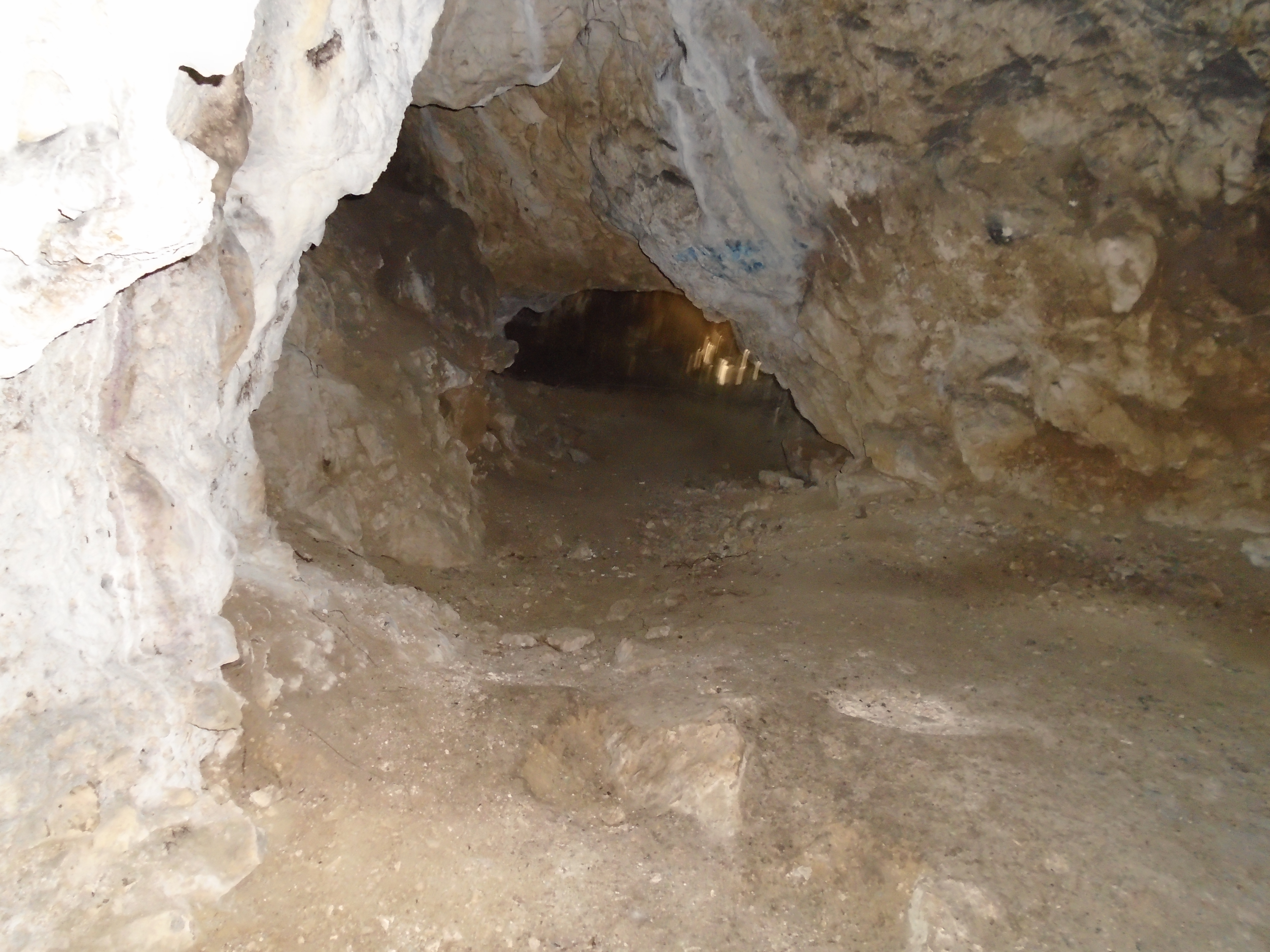
Részlet a Remete-völgyi Felső-barlang belsejéből

A barlang 1985. július 23-án készült barlangkataszteri törzslapja szerint a 4772 2 barlangkataszteri számú Remete-völgyi Felső-barlang másik neve Remete 6.sz. barlang. A barlangbejárat koordinátái: 508 245 (X), 491 060 (Y) és 320 (Z). A barlang a Budai-hegységben, a Pest megyében lévő Nagykovácsin helyezkedik el. A közvetlenül a Remete-barlang mellett lévő, K-re induló metsződés felső részén van a bejárat, amelyhez keskeny ösvény vezet fel. Természetes és tágított bejárata 1,7 m magas és 2,2 m széles. A felmért barlang 29,3 m hosszú, 23 m vízszintes kiterjedésű és 3 m magas. Térfogata 129 m³. Triász dachsteini mészkőben jött létre az inaktív forrásbarlang. Jellege egyszerű és vízszintes.
Kürtő, karr (mély hieroglifák, gyökérkarr?), bontott, mattfehér, agyvelőszerű vagy gömbös felületek és élő hajszálgyökerek figyelhetők meg benne. Kevés a cseppköve és ezek szenilisek (függőcseppkő, cseppkőbekérgezés, cseppkőtetaráta és cseppkőléc). Kőzettörmelék, sárgásbarna agyag, nyomokban guanó, recens fagyökér (sok hajszálgyökér), ízeltlábúak és recens antropogén kitöltés (hulladék, tűznyom és feliratok) fordul elő a barlangban. A száraz barlangban időnként csepegő víz érzékelhető. Megtörtént kataszteri feldolgozása, régészeti feldolgozása (Gáboriné 1969) és van térképe. Barlangleltár: Budai/29. Az őskortól ismert üreg az 1969. évi ásatásáig jelentéktelen volt. Az ásatás eltávolította az aljzati kitöltés legnagyobb részét. A régi fenékszint jól megállapítható a falak színe és cseppkőbekérgezés-maradványok alapján. Barlangjáró alapfelszereléssel járható (lámpa) a szabadon látogatható barlang. Kezelője a KDV-KÖVIZIG. Bejárata előtt meddőhányó van. A turizmus veszélyezteti a tájvédelmi körzetben lévő fokozottan védett barlangot.

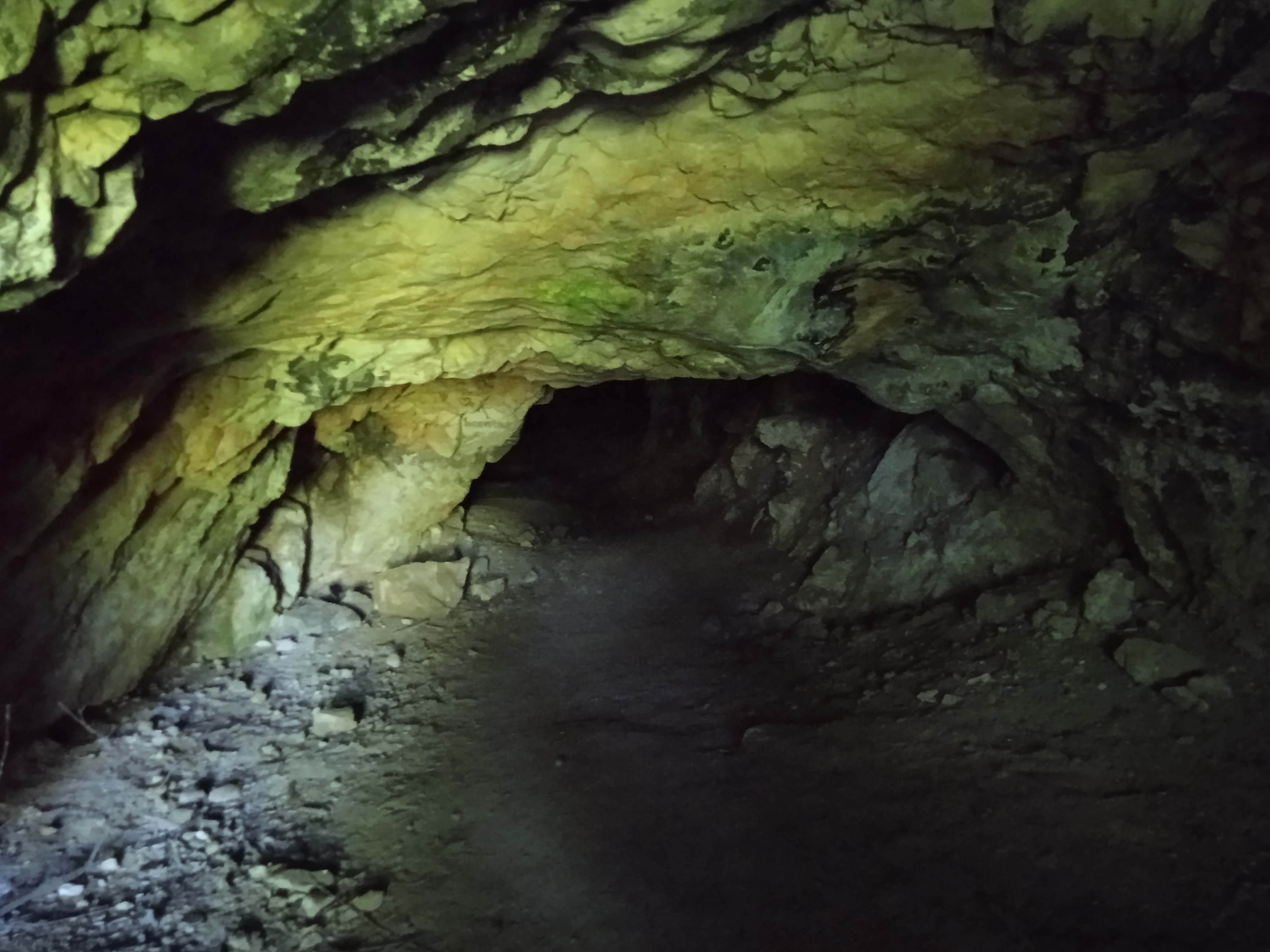
Részlet a Remete-völgyi Felső-barlang belsejéből

A Magyarország Régészeti Topográfiája sorozat 1986-ban megjelent, A budai és szentendrei járás című kötetében, a 12/6. sz. lelőhely (remete-hegyi Alsó- és Felső-barlang) (barlang, őskőkor, rézkor, bronzkor – kőemlék –, késő bronzkor, kora vaskor, La Tène-kultúra, római kor, késő avar kor, Árpád-kor – raktárlelet –) ismertetésében szó van arról, hogy Nagykovácsin, az Ördög-árok szurdokvölgyének É-i oldalán emelkedő Remete-hegy D-i meredek, néhány helyen sziklás lejtőjén van néhány kis barlang. Régészeti leletek ezek közül az Alsó-barlangból, a Felső-barlangból és a Remete-hegyi Zsombolyból kerültek elő. Ezek gyakran budapesti barlangokként vannak bemutatva az irodalomban a főváros közelsége miatt. 1877-ben Lóczy Lajos ajándékozott a Magyar Nemzeti Múzeumnak 3 cserepet és állatcsontokat, amelyeket a budai Remetemária közelében elhelyezkedő sziklaodúban talált (MNM 168/1877. 1–4.). A Remete-szurdok középső barlangszintjében, a Remete-barlang felett, attól kb. 30 m-rel magasabban van a bejárata a Felső-barlangnak.
A Felső-barlangból előkerült egy trapéz alakú kőbalta, amelyet a Magyar Nemzeti Múzeumnak ajándékoztak 1954-ben (MNM Régészeti Osztály, Őskori gyűjtemény 54. 2. 1.). Gáboriné Csánk Veronika ásatott a lelőhelyen 1969-ben, majd 1970-ben. A barlang egy 6 m mély külső teremből és egy hozzá tartozó kb. 4 m mély belső fülkéből áll. 1969-ben az elülső teremben, 1970-ben a barlang hátsó részében (a folyosóban és a belső terem felében) történt ásatás. Elöl 140 cm mélységben érték el a sziklafeneket, a hátsó teremben vastagabb a kitöltés. A rétegződés azonban azonos mindkét helyen: a legfelső, jelenkori humusz alatt lévő két holocén réteg alatt pleisztocén réteg található. Ennek felső szintjében kevés középső paleolitikus eszközt (Szeleta-kultúra) és szilánkot, illetve Würm 1 kori faunát, faszenet és Homo neanderthalensis maradványokat találtak (BTM Leltározatlan).
Gáboriné Csánk Veronika recens állatcsontokat és rézkori cserepeket (BTM 70. 5. 1–139. [cserepek]) gyűjtött a belső teremben lévő holocén rétegekből. Az elülső teremben 1969-ben a jelenkori, fekete humusz alatti, holocén humuszba beásott, teknő alakú gödörből nagyon gazdag, több mint 62 tárgyból álló koszideri típusú kincslelet került elő. Ennek legjellegzetesebb tárgyai: diadéma, bronz melldísz, balták, karperec, arany hajkarikák és borostyángyöngyök. A kiadványban van egy Nagykovácsi térkép, amelyen megfigyelhető a Remete-völgyi Felső-barlang földrajzi elhelyezkedése. A térképen 6-os számmal van jelölve a lelőhely.

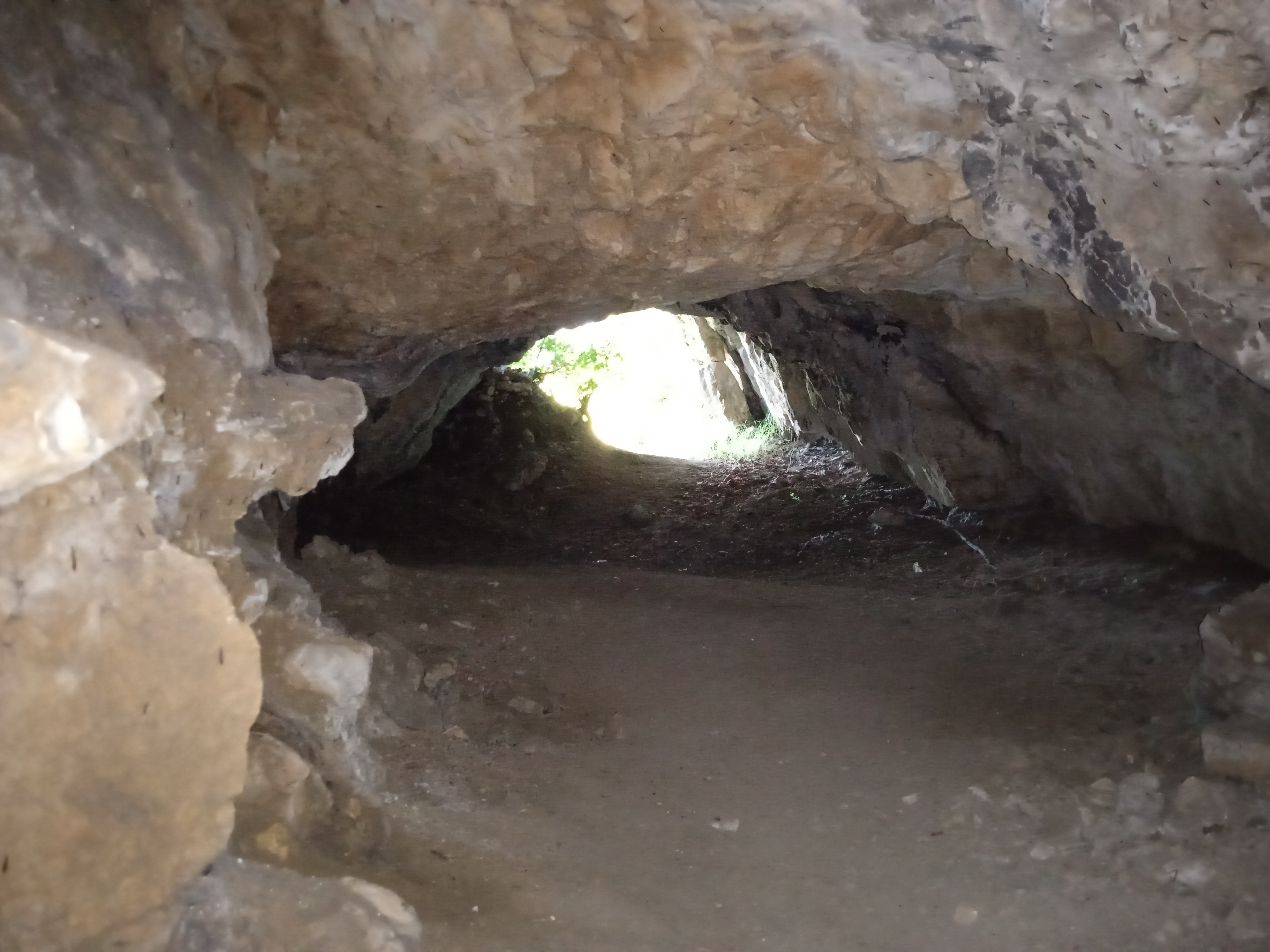
Részlet a Remete-völgyi Felső-barlang belsejéből

Az 1988. évi Ősi Gyökérben meg van említve, hogy az elmúlt száz évben előkerült embercsontvázak közül egyik sem volt a neandervölgyi durva típushoz hasonló. A középső paleolitikum embere a kifinomult alkatú, embertanilag már specializált fajtához tartozott. Ennek a specializált fajtájú ősembernek a Kárpát-medencében eddig csak öt helyen, pl. 1969-ben a Remete Felső-barlangban találták meg a nyomát. Az 1989. évi Karszt és Barlangban lévő tanulmány szerint 1959 és 1989 között, igazán jelentős, komplex kvartergeológiai szempontú feltárás csak a dunántúli Remete-felső-barlangban történt. A publikációban van egy térkép, amelyen a régészeti leletek miatt ismert jelentősebb magyarországi barlangok földrajzi elhelyezkedése figyelhető meg. A térképen látható a Remete-völgyi Felső-barlang földrajzi elhelyezkedése. A folyóirat 1989. évi különszámában napvilágot látott a tanulmány angol nyelvű változata. Ebben a tanulmányban is közölve lett a térkép, amelyen Remete-Felső Cave a barlang neve.
Az 1993. március–áprilisi MKBT Műsorfüzetben megjelent, hogy a KTM Természetvédelmi Hivatal egy plakátsorozat megjelenését tervezte, amelyen a magyarországi fokozottan védett barlangok szerepelnek, és ehhez diákat keresett. Előkészítés alatt állnak a Budai-hegység fokozottan védett barlangjairól és a közeljövőben fokozottan védett barlangjairól készült plakátok, köztük a Remete-völgyi-barlangot ábrázoló is. Ez a barlang is csillaggal lett megjelölve, amely azt jelenti, hogy leginkább erről a barlangról keres fényképet. 2001. május 17-től a környezetvédelmi miniszter 13/2001. (V. 9.) KöM rendeletének értelmében a Budai-hegység területén lévő Remete-völgyi Felső-barlang fokozottan védett barlang. Egyidejűleg a fokozottan védett barlangok körének megállapításáról szóló 1/1982. (III. 15.) OKTH rendelkezés hatályát veszti. Az Élet és Tudomány 2002. december 20-i számában meg van említve, hogy a Magyar Nemzeti Múzeumban állandó kiállítás nyílt, amelyen megtekinthetők a neandervölgyi embermaradványokat is őrző két magyarországi barlangból, a Suba-lyukból és a Remete-völgyi Felső-barlangból előkerült, pengeszerű eszközök is.

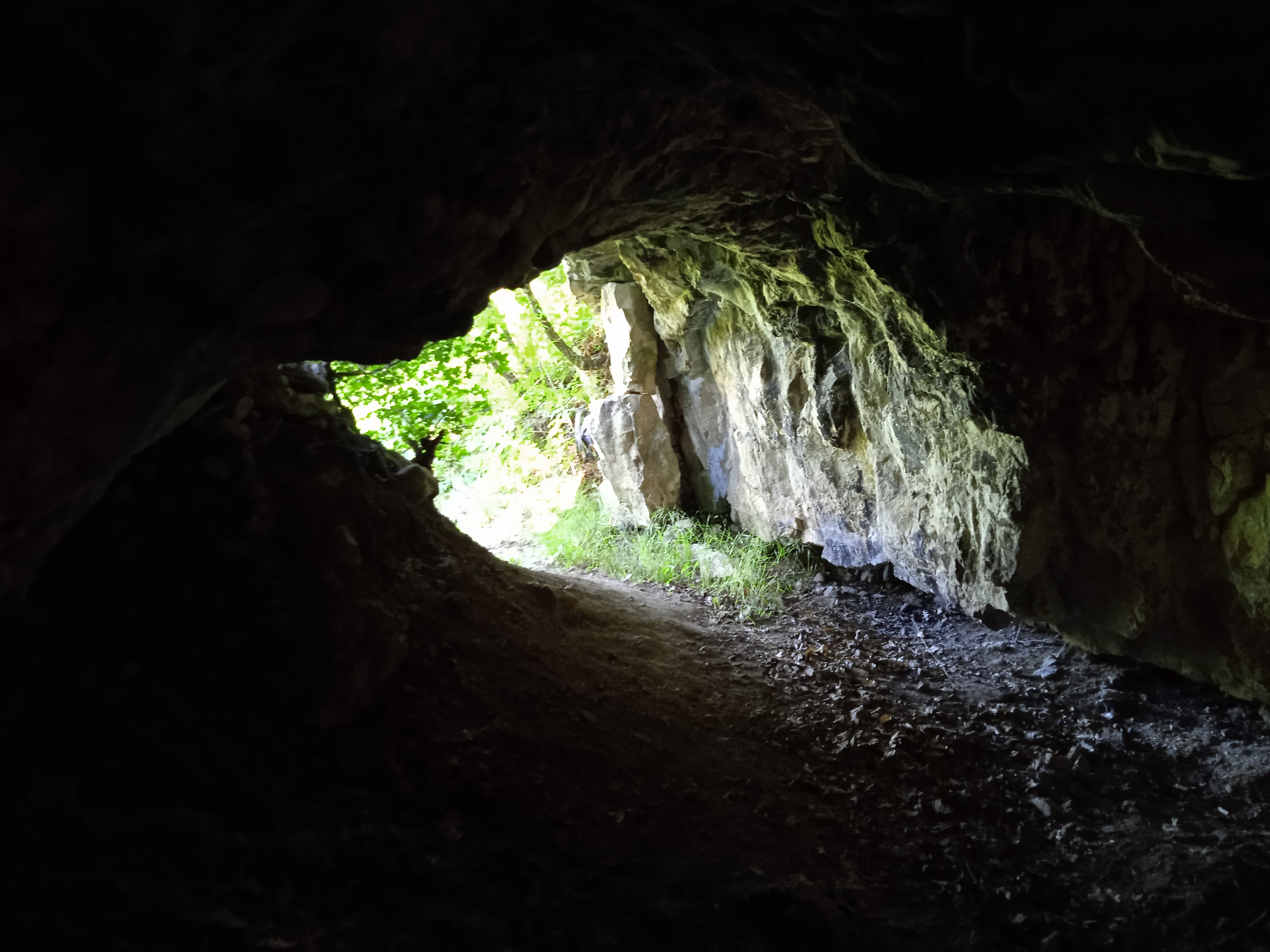
Részlet a Remete-völgyi Felső-barlang belsejéből

A 2003-ban napvilágot látott, Magyarország fokozottan védett barlangjai című könyvben az olvasható, hogy a 4772/2 barlangkataszteri számú Remete-völgyi Felső-barlang másik neve Remete-hegyi 6. sz. barlang. Méreteit tekintve jelentéktelen, de régészeti leletei miatt jelentős a Remete-barlanghoz hasonlóan 1982-től fokozottan védett Remete-völgyi Felső-barlang. A Budai-hegységben, a Pest megyében lévő Nagykovácsin helyezkedik el. A Remete-barlang felett található. A Remete-barlangtól egy ÉK-i irányba induló, keskeny és kőfolyásos ösvény vezet fel a Remete-völgyi Felső-barlanghoz. A patak szintjétől 70 m-rel magasabban, 326 m tengerszint feletti magasságban van a felső barlang DNy-ra tekintő, 1,7 m magas és 2,2 m széles bejárata. A barlang 29,3 m hosszú, 5 m függőleges kiterjedésű, 23 m vízszintes kiterjedésű.
A Felső-barlang genetikáját tekintve forrásbarlang, amely jelenleg már szintén nem szállít vizet. A forrásbarlang a hegység kiemelkedése miatt lett inaktív. Bár régészeti leleteiből arra lehet következtetni, hogy az őskortól ismert volt, bejárata azonban eltömődött idővel, és 1969-ig tulajdonképpen ismeretlen, jelentéktelen méretű kis üregnek tekintették. Bejárata az ásatás előtt egy keskeny és lapos, csak 69 cm magas rés volt. A barlangot két kis terem alkotta, amelyeket egy nagyon szűk és függőleges, S alakú járat választott el egymástól. A hátsó teremben, a kitöltés tetején ie. 2200 körülről származó, bodrogkeresztúri kultúrába sorolható rézkori edénytöredékek hevertek. Ez valószínűleg azt jelenti, hogy a barlang hátsó része a rézkor után lezáródott és csak a holocénben lett megint nyitott. A bejárat mellett meghagyott padka szemlélteti azt, hogy az ásatások előtt mekkora magas volt a kitöltés.

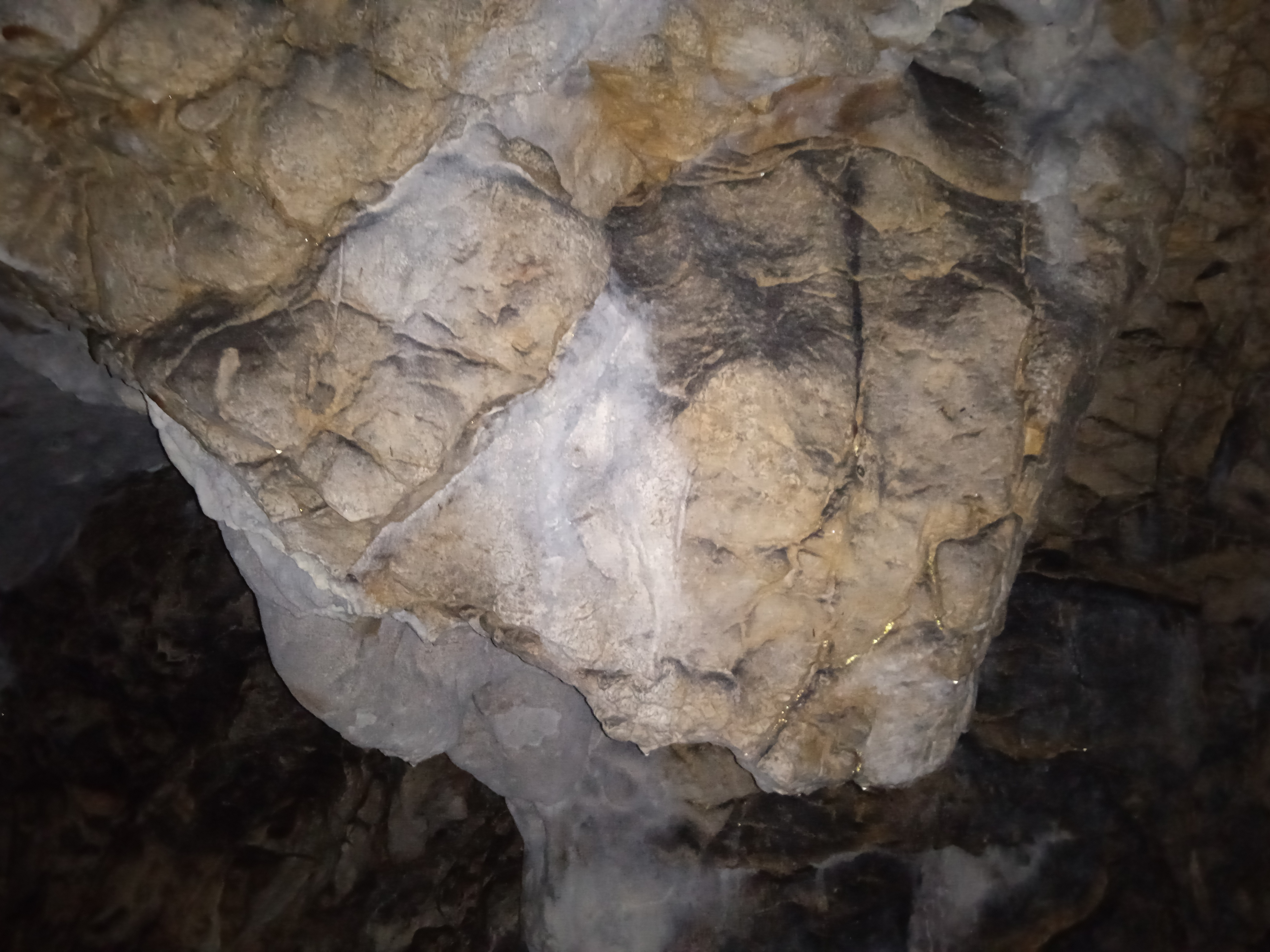
Részlet a Remete-völgyi Felső-barlang belsejéből

1954-ben ajándékozták a Magyar Nemzeti Múzeumnak a barlangból származó első leletet, egy trapéz alakú kőbaltát. De csak Gáboriné Csánk Vera 1969–1970-ben végzett ásatásainak eredményei miatt lett kiemelkedő régészeti lelőhely. 1969-ben került sor az első, 1970-ben a második (a folyosó és a belső terem) felásására. Az első teremben a szálkőzetet 140 cm mélyen érték el. A hátsó teremben vastagabb volt a kitöltés, de mindkét helyen ugyanolyan a rétegződés. A jelenkori humuszréteg alatt két holocén, az alatt pedig pleisztocén réteget találtak. A pleisztocén réteg felső szintjéből néhány középső paleolit eszköz és szilánk (ezek jankovichi kultúrájúak, amit régebben dunántúli szeletiennek neveztek), illetve würm I. kori fauna, faszén és a neandervölgyi ember (Homo neandertalensis King) 3 összetartozó foga került elő. Különleges értékű az a 62 tárgyból álló bronzkori kincslelet, amit az első teremben lévő jelenkori fekete humusz alatt, a holocén humuszba ásott, teknő alakú gödörben találtak. A kincslelet legszebb darabjai: karperec, bronz melldísz, diadém, aranykarikák, balták és borostyángyöngyök.
Az 1969–1970-ben végzett ásatás eredményeként a barlang egyetlen egyenes és kényelmesen járható folyosóból áll, amely kis teremmé szélesedik a belső végén. A teremhez jobbra egy 5 m hosszú kuszoda csatlakozik. Felharapódzások és egy belógó sziklaél tagolja a barlang mennyezetét. A sziklaél közelében apró fosszilis cseppkövek és cseppkőzászlók láthatók. Az üreg mennyezete mindenhol nagyon közel van a felszínhez, amire a kis terem végében lévő belógó gyökerek is utalnak. A szabadon bejárható és kúszva megtekinthető barlang csak szakembereknek nyújt információt. A barlang jellege és Budapesthez való közelsége miatt a barlangban hajléktalanok húzódnak meg néha. Erre a hátrahagyott szemétből lehet következtetni. A Remete-barlangról és a Remete-völgyi Felső-barlangról szóló két könyvfejezet ugyanannak a 10 irodalmi műnek az alapján lett írva. A kiadványban publikálva lett a Remete-völgyi Felső-barlang 1970-ben készült hossz-szelvény térképének színes változata. A könyvben látható egy Borzsák Péter által készített színes fénykép, amely a barlang bejáratát mutatja be.

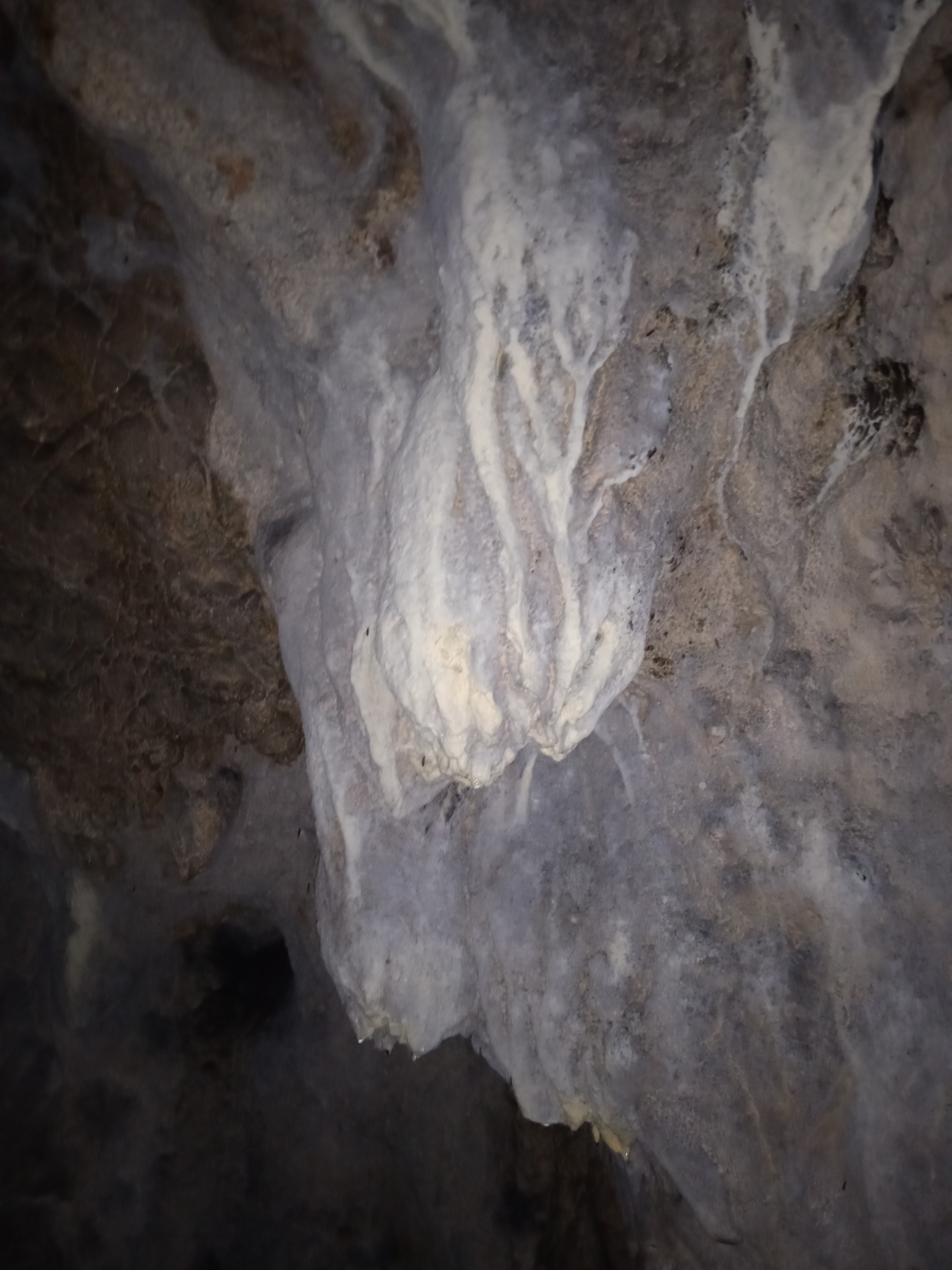
Részlet a Remete-völgyi Felső-barlang belsejéből

A 2004-ben kiadott, Föld alatti Magyarország című könyvben az van írva, hogy a Remete-szurdoknak két fokozottan védett barlangja van, a Remete-barlang és a 70 m-rel feljebb lévő Remete-völgyi Felső barlang. A Remetevölgyi-Felső-barlangot 1969-ben tárták fel. Az 1969-ig ismeretlen barlangnak a sziklás völgyoldalban, 320 m tszf. magasságban van a bejárata. A barlang egyetlen, 29 m hosszú folyosóból áll, amely két részre, a Külső-teremre és a Belső-teremre osztható. Teljesen eltávolították a barlang kitöltését a Magyar Nemzeti Múzeum régészei, akiket Gáboriné Csánk Veronika vezetett. Bővelkedett fordulatokban a barlang régészeti kutatása. A Remete-völgyi Felső-barlang régészeti kutatásakor különösen izgatta a szakembereket az, hogy a szurdok alján nyíló Remete-barlangból nem került elő jégkori lelet. A Remetevölgyi-Felső-barlang majdnem egészen kitöltött, repedésszerű bejárata előtt található, avaros humuszrétegben jégkorszaki rétegeket találtak már az ásatás első napján. Ösztönösen érezték, hogy az ősember nyomában járnak.
A két folyosórészt elválasztó görgeteges szűkületet leküzdve felfedeztek egy 10 m hosszú termet, amelynek agyagpadlóján rézkori (i. e. 2500) edények voltak. A kitöltés szakszerűen dokumentált feltárásával megtudták, hogy azok nem teljesek, néhányat közülük egészen kimostak az egykori forrásbarlang vizei. A negyedik réteg nem volt bolygatott, áthalmozott. Ebben jégkori állatcsontok (orrszarvú, barlangi medve, kőszáli kecske, vadló és pézsmatulok) voltak. Egyelőre csak a tüzelés nyomai, a faszéndarabok utaltak az ősember jelenlétére. Az utolsó jégkorszak előtti időszak vadászmezőit idézte az óriásgím agancsmaradványa és a zsákmányállatok sok csontlelete. Az ásatás harmincadik napján találták meg az első kőszerszámokat, amelyek Dorog környéki radiolaritból készültek. A következő szenzációs lelet, a neandervölgyi ember (Homo neanderthalensis) három, egymás mellett lévő metszőfoga, 240 cm mélyről, az első kőszerszámtól alig arasznyira bukkant elő. A Bükk hegységben lévő Suba-lyukban 1932-ben talált neandervölgyi embermaradvány után itt, Budapest szélén megint ilyen korú ősemberleletre bukkantak.
Egyértelművé tette a sok állati csontlelet (hófajd, siketfajd, róka, farkas, barna medve, barlangi medve, borz, hermelin, barlangi oroszlán, barlangi hiéna, mamut, sarki nyúl, gyapjas orrszarvú, vadló, rénszarvas, gímszarvas, kőszáli kecske, óriásgím, őstulok és pézsmatulok) feldolgozása, hogy zsákmányállatok maradványait találták meg, tehát a barlang vadásztanya volt. Még ásni sem kellett a következő szenzációs leletért. A Belső-terem egyik sziklapárkányán két rendkívüli méretű, egymáson fekvő barlangi medve szemfogat fedeztek fel, amelyek mellett egy különlegesen nagyméretű tengeri kagyló (Glycymeris obovata) megkövesedett héja hevert. Emberősünk a vadászatokon talált különlegességeket erre a polcra helyezte. És még mindig tartogatott meglepetést ez a kis barlang, nem is akármilyet. A két termet elválasztó kitöltésből az ásó kifordított egy 62 darabból álló bronzkori családi kincsleletet. Az i. e. 1500 körül elásott leletegyüttes papnői fejdíszt, bronzlemezből készült, félhold alakú melldíszt, 25 bronzpitykét, bronz karperecet, 17 borostyángyöngyöt, két bronzbaltát, spirálgyöngyöket és arany hajkarikákat tartalmazott.

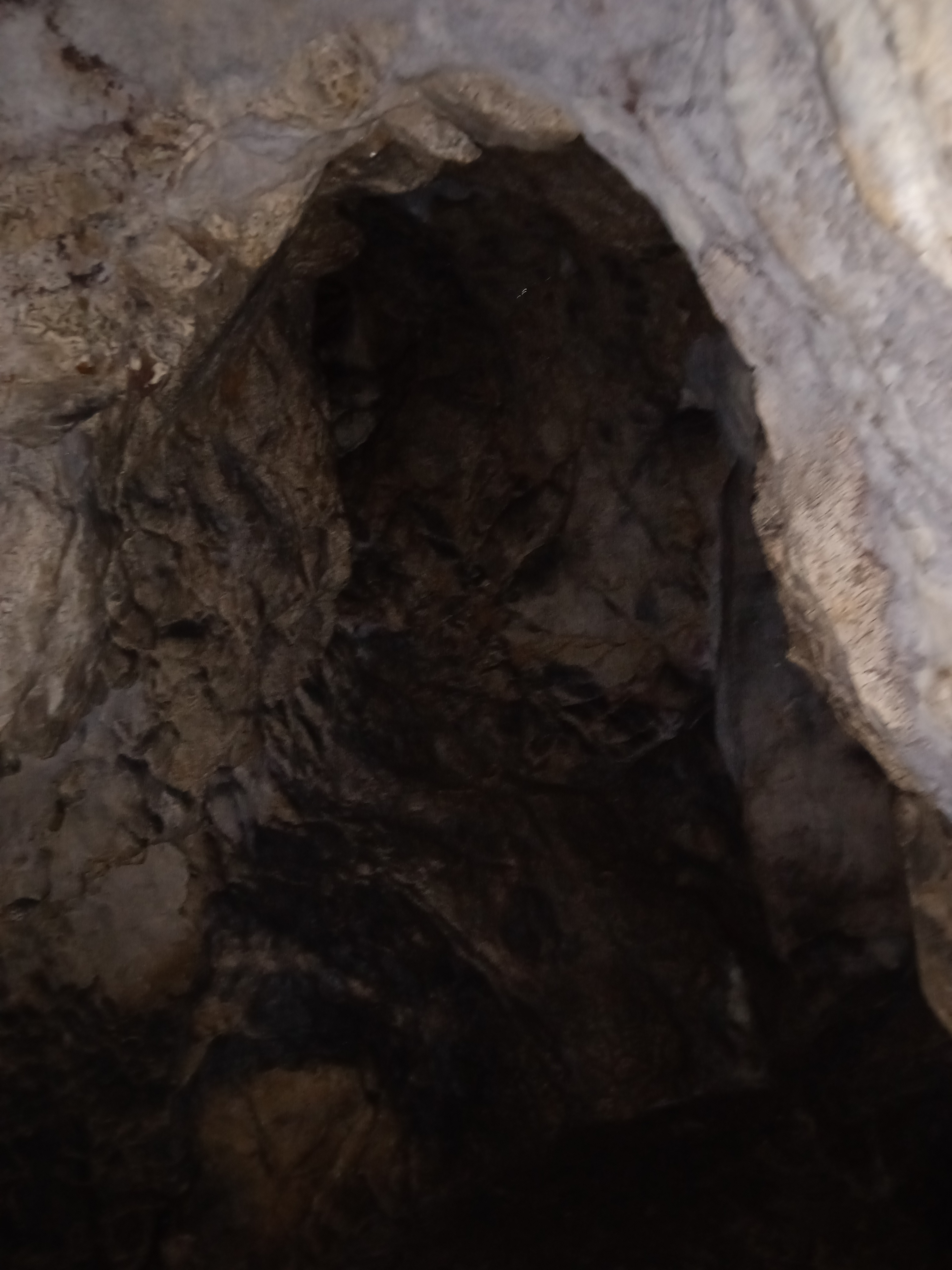
Részlet a Remete-völgyi Felső-barlang belsejéből

A több hónapig (ősszel is) végzett ásatáskor vették észre, hogy ilyenkor egy rövid, egy-két hetes időszakban olyan a nap járása, hogy bevilágít ebbe a bejárattól távol lévő zugba is. Minden bizonnyal ezt a természetes világítást használta világítóeszköznek a bronzkori nemzetség- vagy törzsfő vagyonának elrejtésekor. Ez a különös történetű barlang is hajléktalanok szálláshelye jelenleg. Szerencsére már biztonságban őrzik a mesés leleteket a Budapesti Történeti Múzeumban, ahol a kiállított tárgyak között néhány aranylelet is megcsodálható. A kiadványba bekerült egy színes fénykép, amelyen a Remete-völgyi Felső-barlang bejárata figyelhető meg.
Kraus Sándor 2004. évi kéziratában az olvasható, hogy a jellegtelen, alig 20 m hosszú Remete-völgyi Felső-barlang triász mészkőben alakult ki. Nem éri meg felmenni a meredek hegyoldalon a fárasztó mászással elérhető barlanghoz. Az innen előkerült kőeszközök, fém- és csontleletek miatt van híre és fokozott védelme a barlangnak.
A 2005-ben megjelent, Magyar hegyisport és turista enciklopédia című kiadványban önálló szócikke van a barlangnak. A szócikk szerint a Remete-völgyi Felső-barlang a Budai-hegység fokozottan védett természeti értéke. Budapest határában, a Remete-szurdok É-i oldalában, a 70 m magasságban húzódó középső barlangszinten, a Remete-barlang felett, 326 méter tengerszint feletti magasságban van a bejárata. Majdnem 30 méter hosszú a triász dachsteini mészkőben keletkezett, egyetlen folyosóból álló üregrendszer. A barlangot az 1969-ben kezdett ásatások tanúsága szerint vadásztanyának használta az ősember. A járatot majdnem teljesen kitöltő üledék alsó szintjében neandervölgyi ember néhány foga mellett faszénmaradványokat és a jelenleginél hidegebb klímát kedvelő állatok csontjait ásták ki, felső szintjében pedig bronzkori edényeket és ékszereket találtak. Szabadon megtekinthető a kúszva járható folyosó. Időnként hajléktalanok húzódnak meg benne, akik sok szemetet halmoznak fel.
2005. szeptember 1-től a környezetvédelmi és vízügyi miniszter 23/2005. (VIII. 31.) KvVM rendelete szerint a Budai-hegységben lévő Remete-völgyi Felső-barlang fokozottan védett barlang. A 2007. évi Budapest Régiségeiben meg van említve, hogy Gábori Miklós (sokszor feleségével együtt) Magyarországon sok helyen végzett ásatást, pl. a Remete-Felső-barlangban. Gábori Miklósnak és Gáboriné Csánk Veronikának a Budapesti Történeti Múzeum Régészeti Adattárában őrzött hagyatékában, Gáboriné Csánk Veronika és Gábori Miklós közösen végzett munkáinak anyagában található egy vegyes képekből és rajzanyagból álló kézirat (2 rajz és 24 fénykép), amelyben a Remete-Felső-barlang is szerepel. Leltári száma: H 1631-2004. 2013. augusztus 12-től a belügyminiszter 43/2013. (VIII. 9.) BM rendelete szerint a Pest megyei, nagykovácsi, 4772-2 barlangkataszteri számú és 23889 lelőhely-azonosítójú Remete-völgyi Felső-barlang régészeti szempontból jelentős barlangnak minősül. 2015. november 3-tól a földművelésügyi miniszter 66/2015. (X. 26.) FM rendelete szerint a Remete-völgyi Felső-barlang (Budai-hegység) fokozottan védett barlang.

## További irodalom
- Cholnoky Jenő: Magyarország földrajza. (Föld és élete 6.) 1936.
- Gábori Miklós: Az ősember hétköznapjai. In: Szombathy Viktor szerk.: Évezredek hétköznapjai. Budapest, 1973. 7–34. old.
- Láng Sándor: Karszttanulmányok a Dunántúli Középhegységben. Hidrológiai Közlöny, 1948. (28. köt.) 1–4. füz.
- –: MNM Adattára 91/1970. V. Kézirat. (A kézirat megtalálható a Magyar Nemzeti Múzeumban.)
- –: MNM Adattára 114/1971. X. Kézirat. (A kézirat megtalálható a Magyar Nemzeti Múzeumban.)